# RWTH Aachen
Die Rheinisch-Westfälische Technische Hochschule Aachen (kurz RWTH Aachen, älter TH Aachen) ist eine technische Hochschule in Aachen. Sie ist mit ca. 45.000 Studierenden die nach Studentenanzahl zweitgrößte Universität für technische Studiengänge in Deutschland.
Mit ihrem Antrag „The Integrated Interdisciplinary University of Science and Technology. Knowledge. Impact. Networks.“ ist die RWTH Aachen 2019 erfolgreich aus dem Finale der 3. Exzellenzstrategie des Bundes und der Länder hervorgegangen. Die RWTH wird die folgenden sieben Jahre als Exzellenzuniversität gefördert werden. Sie war bereits 2007 und 2012 Teil der Exzellenzinitiative des Bundes und der Länder. Weiterhin ist sie bei dem Times Higher Education Ranking unter den besten 100 Hochschulen weltweit aufgelistet.
Die RWTH ist Mitglied im Universitätsverbund TU9, in der IDEA League, im TIME- und UNITECH-Netzwerk, dem Netzwerk Hochschuldidaktik NRW sowie im Euregio-Hochschulverbund ALMA.

## Geschichte

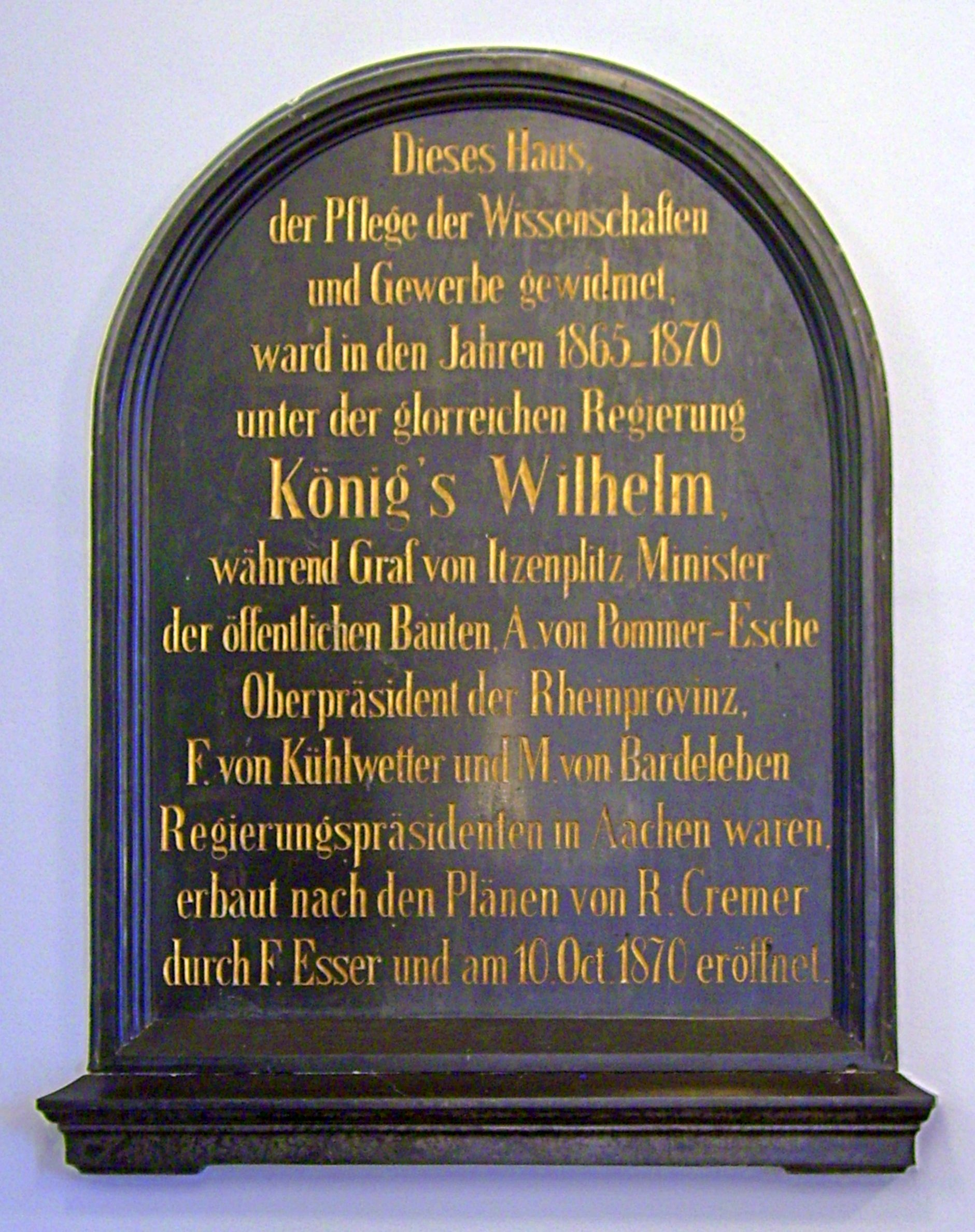
Gründungs-Gedenktafel im Hauptgebäude

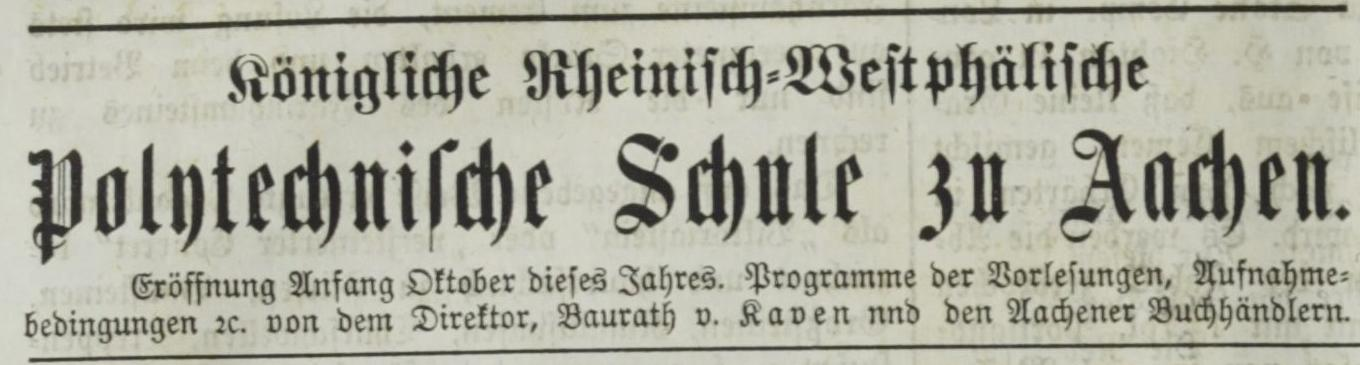
Werbung für die neueröffnete Königliche Rheinisch-Westphälische Polytechnische Schule zu Aachen im Grazer Volksblatt vom 14. Juli 1870: „Programme der Vorlesungen, Aufnahmebedingungen etc. von dem Direktor, Baurath v. Kaven und den Aachener Buchhändlern“

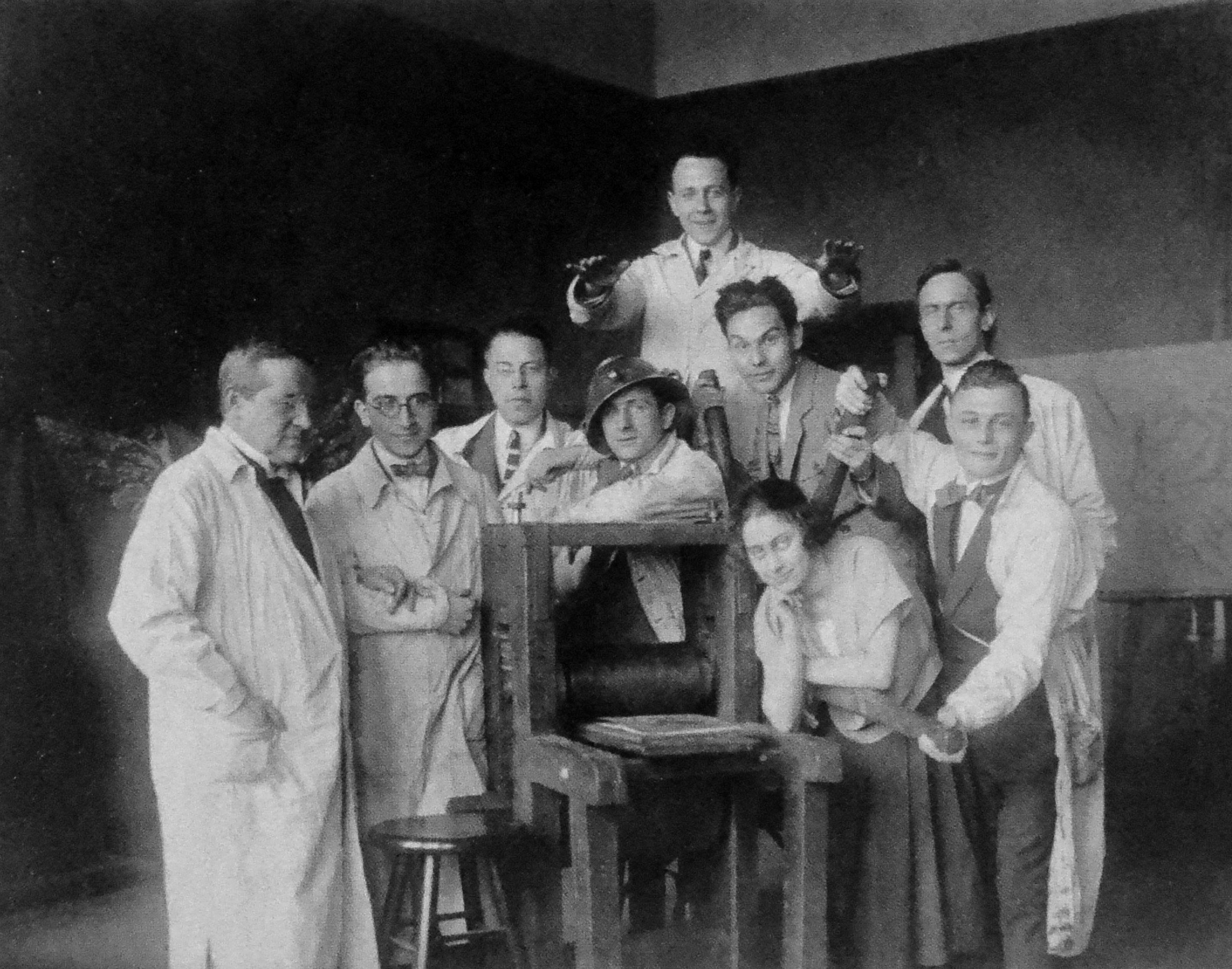
August von Brandis (links) mit Studenten der Architekturfakultät, 1920er-Jahre

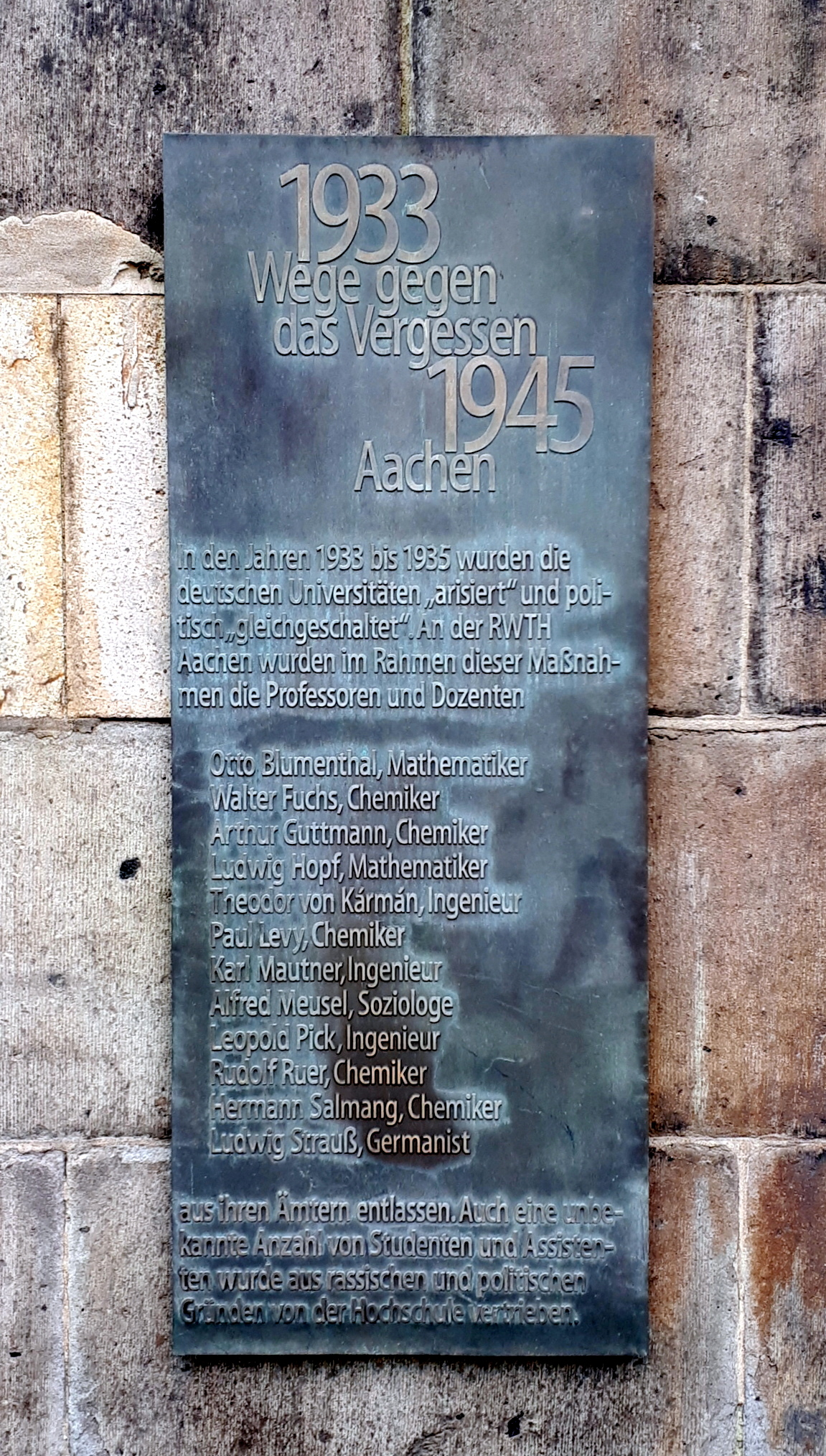
Wege gegen das Vergessen

Die Städte Köln und Aachen überboten sich zunächst gegenseitig an finanziellen Zusagen für die erste preußische technische Hochschule. Köln schien im Vorteil zu sein, weil „dort ein Museum besteht, das als mächtiger Hebel einer polytechnischen Schule angesehen wurde“. Dennoch scheiterte dort die Ansiedlung, sodass im Jahr 1870 die „Königlich Rheinisch-Westphälische Polytechnische Schule zu Aachen“ eröffnet wurde. Die Organisation folgte dem Statut des Wiener Polytechnischen Instituts. Sie nahm im Oktober als erste derartige Schule in Preußen ihren Betrieb auf. Erster Direktor war August von Kaven.

„Das soeben von der Direction herausgegebene Programm der Anstalt zählt 60 ordentliche Vorträge und Uebungen und einige 20 außerordentliche auf, unter letztern finden auch die allgemeinbildenden Fächer Vertretung. Die Stadt Aachen ist wegen ihrer schönen Umgebung und ihres vortrefflichen Gesundheitszustandes ein empfehlenswerther Aufenthalt. Rheinland, Westfalen und Belgien sind durch ihre Bauwerke für den Architekten von hohem Interesse, und für die Excursionen der übrigen Fächer bietet die in der Umgegend Aachens zusammengedrängte vielseitige und großartige Industrie mannigfaltige Gelegenheit. Es steht zu hoffen, daß die Maschinenfabriken und sonstigen Etablissements den Polytechnikern Gelegenheit gewähren werden, während der Ferien sich in praktischen Arbeiten zu üben.“

Die Gründung war maßgeblich bedeutenden Aachener Persönlichkeiten zu verdanken, darunter der spätere Staatsmann Friedrich von Kühlwetter, der Versicherungsunternehmer Friedrich Adolph Brüggemann, der Handelsgerichtspräsident Johann Arnold Bischoff, der Geheime Kommerzienrat Leopold Scheibler, der Spinnereibesitzer Johann Friedrich Pastor und der Direktor der Chemischen Fabrik Rhenania in Stolberg Friedrich Wilhelm Hasenclever, die ab 1858 als „privates Komitee zur Errichtung einer polytechnischen Schule in Aachen“ den Bau des neuen Polytechnikums maßgeblich befürwortet, mitgeplant und unterstützt hatten, so dass es schließlich am 15. Mai 1865 zur Grundsteinlegung kam. Dazu erhielt die Hochschule neben einer staatlichen Prämie im Jahre 1870 einen Garantiefonds in Höhe von 1,3 Millionen Mark sowie einen Baukostenzuschuss von einer weiteren Million Mark, dazu jährlich 10.000 Taler als zweckgebundene Zuschüsse über den Aachener Verein zur Beförderung der Arbeitsamkeit. Diese Gelder stammten ursprünglich aus dem hälftigen Gewinn der damaligen Aachener und Münchener Feuerversicherungsgesellschaft, der späteren AachenMünchener und heutigen Generali Deutschland, der im Sinne von David Hansemann über diesen Trägerverein für schulische und soziale Zwecke eingesetzt werden sollte. Im Hauptgebäude am Templergraben unterrichteten anfangs etwa 32 Dozenten rund 223 Studenten.
Bereits ab Gründung gab es auch eine Malerei-Professur, die im Fachbereich Architektur angesiedelt wurde, die Stelle hatten (nacheinander) inne: Franz Reiff, Alexander Frenz, August von Brandis, Hermann Haas.
Im Jahre 1875 nahm die „in jeder Beziehung vorzüglich ausgestattete Polytechnische Schule zu Aachen“ als erste technische Hochschule Deutschlands die „elektrische Telegraphie unter die Zahl ihrer regelmäßigen Lehrfächer“ auf. Es wurden nicht nur Ingenieure, sondern auch Telegrafenbeamte ausgebildet.
1879 unterrichteten 46 Professoren, Dozenten und Assistenten 605 Studierende.
1880 wurde aus der Polytechnischen Schule mit einem Direktor an der Spitze eine „Technische Hochschule“ mit einer Rektoratsverfassung. 1899 erhielten die preußischen Technischen Hochschulen im Rahmen der Jahrhundertfeier der Berliner Technischen Hochschule durch Kaiser Wilhelm II. das bis dahin allein den Universitäten zustehende Promotionsrecht zur Verleihung eines eigenständigen Doktorgrades der Ingenieurwissenschaften, Abk.: „Dr.-Ing.“. Die Verleihung des Promotionsrechtes an die Technischen Hochschulen stellte einen wesentlichen Schritt der Emanzipation der Technischen Hochschulen gegenüber den traditionellen Universitäten dar.
Der Erste Weltkrieg bedeutete einen ernsten Rückschlag, aber zwischen 1925 und 1932 gab es einen Abschnitt des Wohlstandes und des Wachstums. Alte Studierendenzahlen wurden wieder erreicht und neue Gebäude errichtet.
Während der Zeit des Nationalsozialismus (1933–1945) wurde die RWTH – wie andere Hochschulen auch – politisch gleichgeschaltet, was bei den Aachener Hochschulangehörigen auf vergleichsweise wenig Widerstand traf. Die Freiheit der Lehre und der Forschung wurde eingeschränkt, führenden Dozenten wurde die Lehrerlaubnis entzogen und viele Studenten mussten die RWTH verlassen. Wegen der Grenznähe zu den Niederlanden und Belgien war die Hochschule während des Zweiten Weltkriegs ein Jahr lang geschlossen.
Unmittelbar nach dem Krieg führte die RWTH ihren Lehrbetrieb weiter. Neue nichttechnische Fakultäten entstanden 1965 für Philosophie und 1966 für Medizin. So entstand aus der einst rein technischen Hochschule eine Universität. 1980 wurde die 1946 als Pädagogische Akademie gegründete Pädagogische Hochschule Aachen eingegliedert. Während sich andere bundesdeutsche Technische Hochschulen (TH) in Technische Universitäten (TU) umbenannten, hat die Rheinisch-Westfälische Technische Hochschule Aachen in bewusster Wahrung ihrer Wurzeln aus der polytechnischen Bewegung die traditionelle Bezeichnung als Technische Hochschule beibehalten.
Nach den ersten beiden Nachkriegsjahrzehnten, in denen die junge Bundesrepublik ihre totalitäre Vergangenheit oft verdrängte, kam es 1970 dazu, dass mit Hans Schwerte ein ehemaliger Offizier der SS (als Hans Ernst Schneider) zum Rektor gewählt und ernannt wurde, dessen NS-Vergangenheit erst 1995 unter aktiver Beteiligung von Historikern der RWTH, an erster Stelle Klaus Schwabe, aufgedeckt wurde.
Am 22. September 1965 wurde an der RWTH im Stadtteil Burtscheid ein Kernforschungsreaktor in Betrieb genommen. Dieser Siemens-Unterrichtsreaktor hatte eine thermische Leistung von 0,1 Watt. Im Jahr 2002 wurde der Reaktor abgeschaltet und im Oktober 2008 außer Betrieb genommen. 2010 wurde Antrag auf Stilllegung gestellt.

## Reputation
Die RWTH Aachen bezieht die höchste Drittmittelförderung unter allen deutschen Universitäten und erreicht in nationalen und europäischen Rankings regelmäßig gute Plätze in den Ingenieurwissenschaften, Naturwissenschaften und Wirtschaftswissenschaften. Beim QS World University Ranking 2025 erreicht die RWTH Aachen im Fach Maschinenbau Platz 1 in Deutschland, Platz 8 in Europa und Platz 23 weltweit. Beim Hochschul-Ranking des Magazins Wirtschaftswoche haben die Personalchefs der 500 größten deutschen Unternehmen die RWTH Aachen in den Kategorien Maschinenbau, Elektrotechnik, Informatik, Wirtschaftsingenieurwesen und Naturwissenschaften stets auf Platzierungen in den TOP 3 gewählt. Auch im aktuellen CHE-Ranking erreicht die RWTH 13-mal Platzierungen in der Spitzengruppe, kein Fach wird in eine Schlussgruppe einsortiert. Im Times Higher Education World University Ranking (THE Ranking) belegt die RWTH Aachen weltweit Platz 92 und im QS World Ranking 2025 weltweit Platz 99. 2025 erreichte die RWTH dort im Bereich Mineral & Mining den 21. Platz. Bundesweit ist die RWTH mit 13 Fächern in den TOP 3 vertreten. In fünf Fächern platziert sie sich auf Rang 1: Chemieingenieurwesen, Maschinenbau, Umweltwissenschaften, Materialwissenschaften sowie Statistics & Operational Research.
Am 19. Oktober 2007 war die RWTH Aachen im Rahmen der Exzellenzinitiative in der dritten Förderlinie Zukunftskonzepte zum projektbezogenen Ausbau der universitären Spitzenforschung für ihr Zukunftskonzept RWTH 2020: Meeting Global Challenges (zu deutsch etwa: sich globalen Herausforderungen stellen) ausgezeichnet worden. Sie war damit eine von neun deutschen Spitzenuniversitäten. In der zweiten Förderlinie wurden 2006 und 2007 zudem drei Exzellenzcluster und in der ersten Förderlinie eine Graduiertenschule bewilligt. Ziel des Zukunftskonzeptes bis 2020 war unter anderem die Etablierung der RWTH Aachen als die beste deutsche Technische Universität und eine der fünf besten Europas im Hinblick auf wissenschaftliche Leistung, Qualität der Absolventen sowie der Drittmittel. Damit sollte langfristig die Attraktivität des Standortes Aachen für herausragende Wissenschaftler gesteigert und eine führende Position bei interdisziplinären Großprojekten eingenommen werden.
Im Rahmen der zweiten Förderlinie der Exzellenzstrategie hat das von der Gemeinsamen Wissenschaftskonferenz des Bundes und der Länder, kurz GWK, berufene internationale Expertengremium am 19. Juli 2019 positiv über den Exzellenzuniversitätsantrag der RWTH entschieden. Damit zählt die RWTH Aachen zu den nun elf deutschen Universitäten, die in der Förderlinie „Exzellenzuniversität“ erfolgreich waren und über die Dauer von mindestens sieben Jahren gefördert werden. Seitens der RWTH sind zudem die Clusteranträge „The Fuel Science Center – Adaptive Systeme zur Umwandlung von erneuerbarer Energie und Kohlenstoffquellen, Internet of Production“ und „ML4Q – Materie und Licht für Quanteninformation“ gemeinsam mit der Universität zu Köln und der Rheinischen Friedrich-Wilhelms-Universität Bonn erfolgreich aus dem Wettbewerb hervorgegangen.
| Ranking ab 2011                                      | 2025 | 2024 | 2023 | 2022 | 2021 | 2020 | 2019 | 2018    | 2017    | 2016    | 2015    | 2014    | 2013    | 2012    | 2011    |
| ---------------------------------------------------- | ---- | ---- | ---- | ---- | ---- | ---- | ---- | ------- | ------- | ------- | ------- | ------- | ------- | ------- | ------- |
| QS World University Rankings                         | 99   | 106  | 147  | 165  | 145  | 138  | 144  | 141     | 146     | 145     | 147     | 147     | 150     | 140     | 158     |
| QS Faculty Rankings: Engineering & Technology        |      |      |      |      |      |      |      | 31      | 33      | 53      | 42      | 28      | 30      | 35      | 39      |
| QS Faculty Rankings: Natural Sciences                |      |      |      |      |      |      |      | 36      | 26      | 46      | 36      | 47      | 83      | 82      | 59      |
| QS Subject Rankings: Mechanical Engineering          |      |      |      |      |      |      |      | 23      | 24      | 20      | 12      | 18      | 17      | 23      | 47      |
| QS Subject Rankings: Chemical Engineering            |      |      |      |      |      |      |      | 46      | 51      | 36      | 34      | 36      | 45      | 51      | 51–100  |
| QS Subject Rankings: Electrical Engineering          |      |      |      |      |      |      |      | 45      | 51      | 51      | 51      | 45      | 51      | 51      | 51–100  |
| QS Subject Rankings: Mineral & Mining Engineering    |      |      |      |      |      |      |      | 20      | 12      | 26      | –       | –       | –       | –       | –       |
| QS Subject Rankings: Business & Management Studies   |      |      |      |      |      |      |      | 101     | 101     | 101     | 101–150 | –       | –       | –       | –       |
| QS Subject Rankings: Materials Science               |      |      |      |      |      |      |      | 28      | 33      | 21      | 29      | 25      | 45      | 47      | 51–100  |
| QS Subject Rankings: Physics & Astronomy             |      |      |      |      |      |      |      | 51–100  | 36      | 40      | 30      | 37      | 30      | 26      | 48      |
| QS Subject Rankings: Chemistry                       |      |      |      |      |      |      |      | 45      | 40      | 42      | 40      | 51–100  | 47      | –       | –       |
| The Times Higher Education World University Rankings | 92   | 90   | 99   |      |      |      |      | 79      | 78      | 110     | 156     | 129     | 154     | 168     | 182     |
| Academic Ranking of World Universities (World)       |      |      |      |      |      |      |      | 201–300 | 201–300 | 201–300 | 201–300 | 201–300 | 201–300 | 201–300 | 201–302 |
| Academic Ranking of World Universities (Mathematics) |      |      |      |      |      |      |      | –       | –       | –       | 76–100  | 101–150 | 76–100  | 76–100  | >100    |

## Status, Zahlen und Fakten

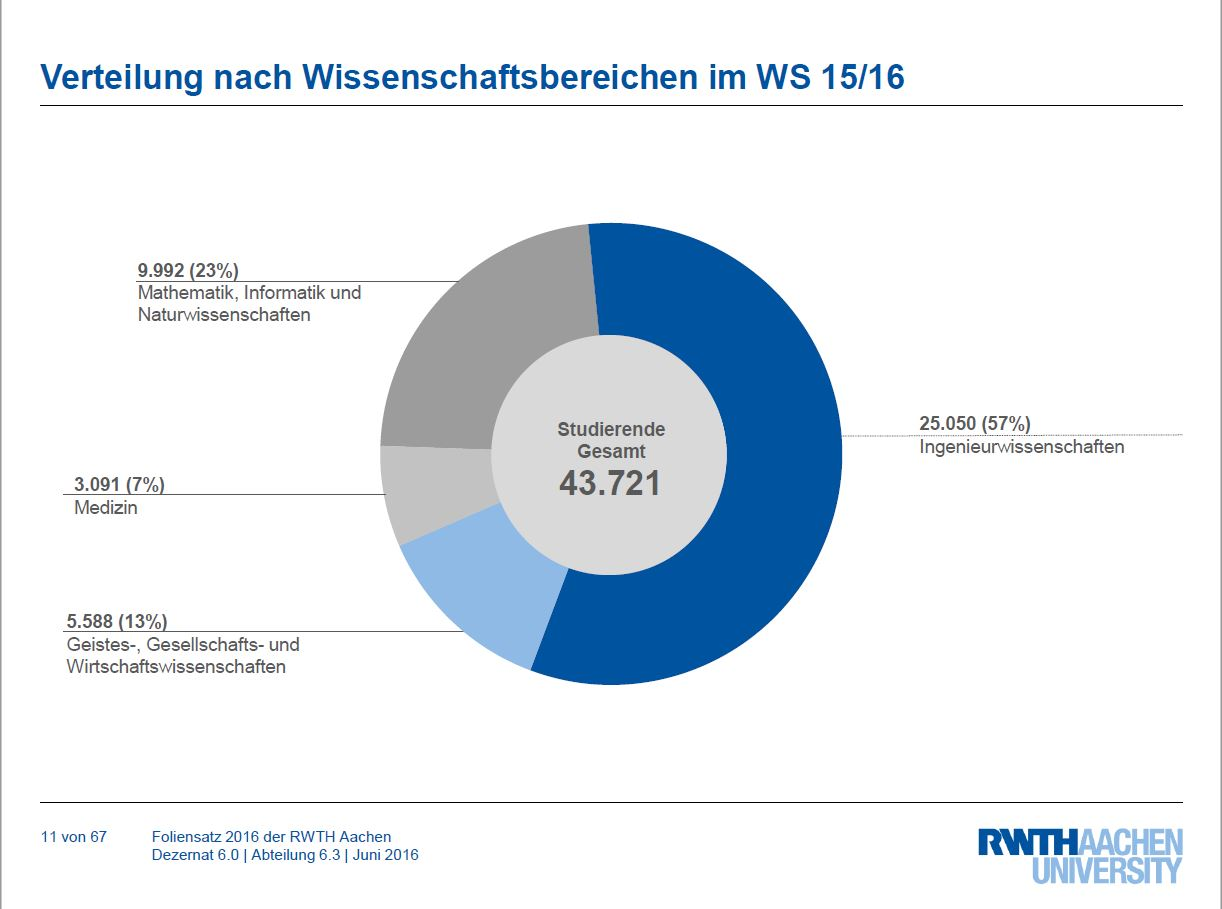
Anzahl der Studierenden an der RWTH Aachen nach Wissenschaftsbereichen (WS 2015/16)

Die Hochschule ist eine staatliche Universität des Landes Nordrhein-Westfalen. An der RWTH Aachen befinden sich 9 Fakultäten, 260 Institute, 22 Sonderforschungsbereiche und Transregios, inklusive Beteiligungen sowie 39 Graduiertenprogramme – davon 15 DFG-Graduiertenkollegs. Die Hochschule ist Arbeitgeber für 10.250 Beschäftigte: 553 Professoren, 6240 Wissenschaftliche Mitarbeiter und 2961 Beschäftigte in Technik und Verwaltung, 496 Auszubildende. (Stand: 31. Dezember 2021) Die Hochschule ist der größte Arbeitgeber in der Städteregion Aachen.
Zum Wintersemester 2022/2023 waren 47.078 Studierende, mit einem Frauenanteil von 33,6 % eingeschrieben. Zum Wintersemester 2023/24 werden 173 Studiengängen, davon 16 privatrechtliche Master, angeboten. Die Hochschule weist somit die meisten technischen Studiengänge in Deutschland auf. Im WS 2022/23 begannen 8.782 Fachanfänger (im 1. Fachsemester) ein Studium, davon 6.009 mit Abschluss Bachelor, Bachelor Lehramt und Staatsexamen Medizin/Zahnmedizin und 2.773 mit Abschluss Master und Master Lehramt. Im Studienjahr 2021 (WS 2020/21 und SS 2021) schlossen 7.344 Studierende ihr Studium ab.

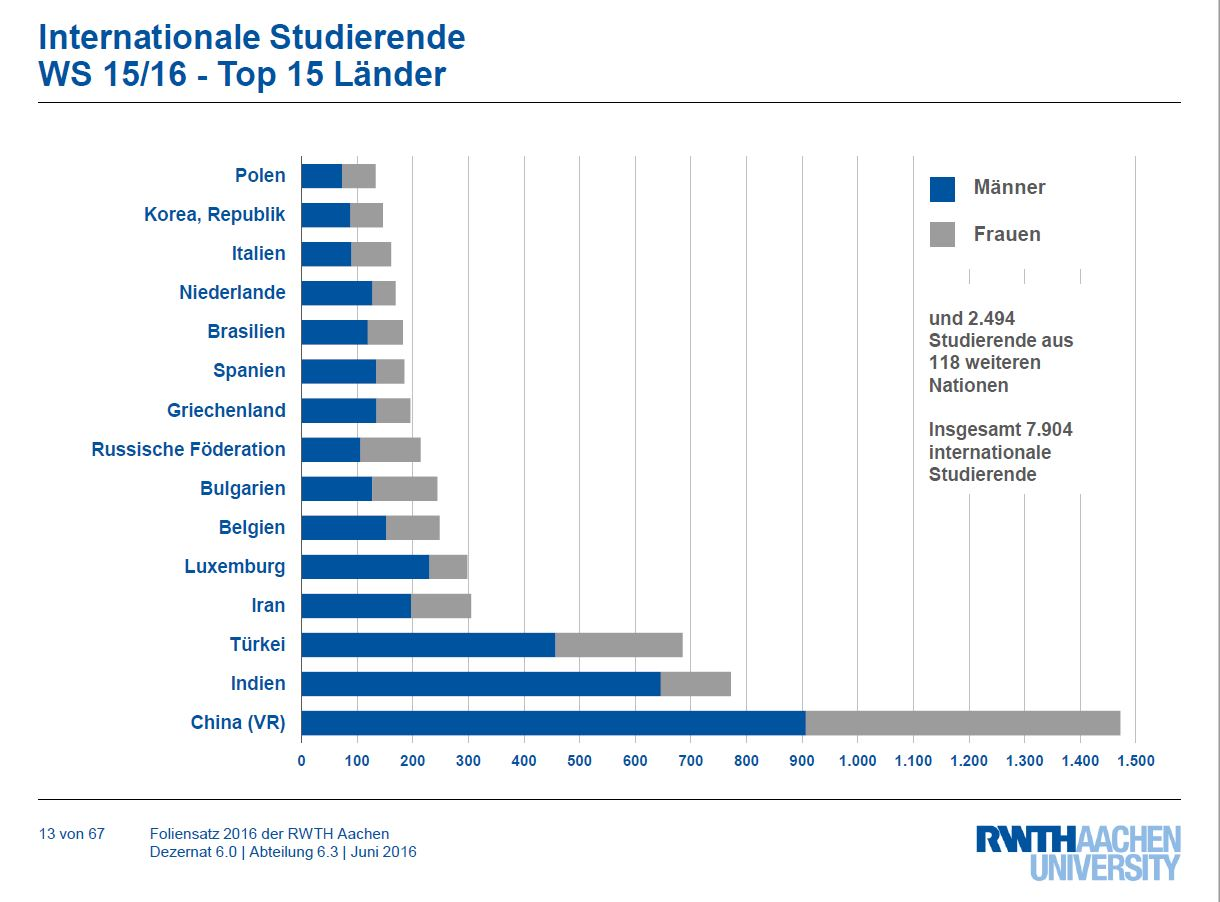
International Studierende Top 15 Länder (2015/16)

Von den Studierenden sind 30 % internationale Studierende, vor allem aus der Volksrepublik China (ca. 3.200 Studierende), Indien und der Türkei (mit mehr als 1600, beziehungsweise 1100, Studierenden). Insgesamt hat die RWTH 14.150 ausländische Studierende aus 138 Ländern.
Auf die Wissenschaftsbereiche verteilen sich die Studierenden wie folgt: 55 % studieren ein ingenieurwissenschaftliches Fach, 25 % ein mathematisch-naturwissenschaftliches Fach, 13 % ein Fach im Bereich Geistes-, Gesellschafts- und Wirtschaftswissenschaften und 7 % ein Fach im Bereich Medizin und Zahnmedizin.
Der Jahresetat der Universität (inklusive Medizinische Fakultät) lag 2021 bei 1.108 Mio. Euro. Rund 422 Mio. Euro davon sind sogenannte Drittmittel, also Zuwendungen für Forschungsprojekte von öffentlichen und industriellen Auftraggebern. Die RWTH Aachen erhält als Hochschule damit die höchste Drittmittel-Förderung in Deutschland; nach Angaben des Statistischen Bundesamtes wirbt die RWTH Aachen (ohne medizinische Einrichtungen) pro Professur 790.800 Euro (2012) ein.
Seit 1984 haben Existenzgründer aus dem Hochschulbereich über 500 zumeist technologieorientierte Unternehmen innerhalb und außerhalb der zwischenzeitlich entstandenen Gründer- und Servicezentren der Region realisieren können. Bis heute wurden so mehr als 4.000 Arbeitsplätze in zukunftsträchtigen Bereichen direkt geschaffen, zu denen nochmals 4.000 indirekt geschaffene Arbeitsplätze in den Zulieferbetrieben hinzuzurechnen sind.
Dieser Trend wurde durch das im Jahr 2000 eingerichtete Gründerzentrum der RWTH Aachen unterstützt. Im Rahmen der bereits bestehenden Kooperationsabkommen mit der Industrie- und Handelskammer Aachen sowie der Handwerkskammer Aachen wurde in diesem Zusammenhang die GründerRegion Aachen geprägt, die junge Hochschulabsolventen durch vielfältige Maßnahmen bei ihrer Firmengründung unterstützt. Darüber hinaus siedeln sich in Aachen aufgrund der Nähe zur Hochschule eine Reihe ausländischer Unternehmen an: Ericsson, Ford, United Technologies und Microsoft richteten in Aachen Forschungslaboratorien ein.
Neben dieser regionalen Einbindung baut die Hochschule ihre internationalen Kontakte in Wissenschaft und Wirtschaft aus. Insgesamt 70 Partnerschaften sind vertraglich fixiert. Im Rahmen von EU-Projekten sind jährlich rund 100 Institute aus allen Fachbereichen eingebunden. Studienprogramme und Akkreditierungsabkommen mit anderen Universitäten erlauben den Studierenden der RWTH, Teile ihrer Ausbildung im Ausland zu absolvieren. Die RWTH bietet 14 englischsprachige Masterstudiengänge an.

## Kritik

### Zivilklausel und Rüstungsforschung
Wie an anderen deutschen Hochschulen auch, wurde in den Jahren 2012 und 2013 ebenfalls in Aachen eine öffentliche Diskussion über das Für und Wider einer Zivilklausel geführt. Laut Berichterstattung der Aachener Zeitung vom Oktober 2012 hat sich RWTH-Rektor Schmachtenberg gegen Rüstungsforschung, aber auch gegen eine Zivilklausel ausgesprochen, weil Rüstungsforschung an der RWTH ohnehin nicht relevant sei.
Im September 2012 hat die RWTH an der Fakultät für Maschinenwesen den „Lehrstuhl für Technologieanalysen und -vorausschau auf dem Gebiet der Sicherheitsforschung“ neu eingerichtet, wobei Lehrstuhlinhaber Michael Lauster ebenfalls im September 2012 auch die Institutsleitung des schwerpunktmäßig mit Rüstungsforschung befassten Fraunhofer-Instituts für Naturwissenschaftlich-Technische Trendanalysen INT in Euskirchen übernommen hat. Die Fraunhofer-Gesellschaft schrieb dazu in einer Pressemitteilung: „Mit der Berufung auf den neu eingerichteten Lehrstuhl der Fakultät für Maschinenwesen an der renommierten Aachener Hochschule sind attraktive neue Möglichkeiten für angehende junge Wissenschaftler auch am Standort Euskirchen verbunden“. Die Schaffung dieses Lehrstuhls und die damit verbundene „strategische Partnerschaft“ zwischen dem INT und der RWTH war hinsichtlich der militärischen Forschung am INT auch Gegenstand einer Kleinen Anfrage der Fraktion DIE LINKE im Deutschen Bundestag.
Im November 2013 berichtete der NDR über Forschung der RWTH für das US-amerikanische Verteidigungsministerium. Die RWTH lehnte gegenüber dem NDR jede Auskunft zu Forschungspartnern und Drittmittelprojekten ab. Im Dezember 2013 betonte RWTH-Rektor Schmachtenberg in einer Sitzung des RWTH-Studierendenparlaments, dass es sich bei den durch das Pentagon finanzierten Projekten um Grundlagenforschung und nicht um Rüstungsforschung handle. Auch habe er die durch die NDR-Berichterstattung angestoßene Diskussion als „politische Kampagne“ empfunden. Eines der drei an der RWTH durchgeführten Pentagon-Projekte hat die Bezeichnung „Non Toxic Insect Resistant Textiles for Military Clothing“ (deutsch etwa „Ungiftige insektenabwehrende Textilien für militärische Bekleidung“, Volumen 99.970,- US-Dollar).
In scharfer Form kritisierte der Aachener Friedenspreis die Haltung der RWTH zu Rüstungsforschung. Die RWTH hielte sich nicht an die Zivilklausel. Insbesondere die von der RWTH angeführte Dual-Use-Problematik bezeichnete der Aachener Friedenspreis als „verharmlosendes Versteckspiel“, wenn wie im vorliegenden Fall Forschungsaufträge vom Pentagon vergeben und bezahlt würden.

### Einwerbung von Drittmitteln/Sponsoring
Die Hochschule stellt Rekorde beim Einwerben von Drittmitteln auf. Dabei ist unter anderem die Vermarktung von Hörsälen der RWTH an Trivago und Amazon von Studierenden kritisiert worden. Damit existieren im Hörsaalzentrum C.A.R.L. sowohl ein „Trivago-Hörsaal“ als auch ein „Amazon-Hörsaal“, wie auch zwei weitere Hörsäle und ein Seminarraum, die nach Unternehmen benannt wurden. Auch im Gebäude SuperC, das u. a. das Studierendensekretariat und das Prüfungsamt beherbergt, wurden verschiedene Räume nach Unternehmen benannt, so dass es dort ein „Sparkassen-Forum“, einen „Ford-Saal“ und einen „Generali-Saal“ gibt. Daneben trägt bereits seit langem die Aula 1 im RWTH-Hauptgebäude den Namen „Aachen-Münchner-Halle“ nach dem damaligen Namen der Versicherungsgruppe Generali Deutschland. Auch kritisiert wird die Finanzierung mehrerer RWTH-Institute durch den Energiekonzern E.ON, die im E.ON Energy Research Center gebündelt werden.

### Umgang mit geisteswissenschaftlichen Fächern
Nach der Gründung der Philosophischen Fakultät im Jahr 1965 fand bereits 1980 bei der Eingliederung der Pädagogischen Hochschule in die RWTH Aachen eine erste Reduktion der Fächer statt. So wurden beispielsweise im Wintersemester 1982/83 die Lehramts-Studiengänge „Primarstufe“ (Grundschule) und „Sekundarstufe I“ (Haupt- und Realschule) vollständig abgeschafft. Darüber hinaus wurden im Studiengang „Sekundarstufe II“ (Gymnasium und berufsbildende Schulen) die Fächer Erdkunde, Sozialkunde und Sport gestrichen. In den 1980er-Jahren gab es seitens der damaligen Landesregierung Pläne, die Philosophische Fakultät komplett abzuschaffen. Dies konnte jedoch vereitelt werden, da sich im Juli 1987 die Dekane aller Fakultäten für ihren Erhalt ausgesprochen und sie als unverzichtbaren Bestandteil bezeichnet hatten und am 1. Dezember 1987 ca. 15.000 Menschen gegen ihre Schließung demonstrierten. Dennoch wurden danach immer wieder einzelne geisteswissenschaftliche Fachbereiche geschlossen. So war z. B. im Fach Komparatistik (Allgemeine und vergleichende Literaturwissenschaft) eine Einschreibung letztmalig im Jahr 1998 möglich; danach konnte das Fach nur noch auslaufend studiert werden.
Im Zuge der Bologna-Reform mit der Umstellung der geisteswissenschaftlichen Fächer von den bisherigen Magister-Studiengängen auf Bachelor- und Master-Studiengänge wurde seitens der Hochschulleitung immer wieder die Existenz weiterer geisteswissenschaftlicher Fächer in Frage gestellt. So wurde im Wintersemester 2005/2006 neben der Streichung der Studiengänge Kunstgeschichte und Baugeschichte auch der Fachbereich Romanistik auf die Lehramtsstudiengänge Französisch und Spanisch beschränkt, während die Studiengänge „Romanische Sprachwissenschaft“ und „Romanische Literaturwissenschaft“ und damit auch die Bereiche Italienisch und Portugiesisch eingestellt wurden. Verbunden war dies mit einem Moratorium, nach dessen Ende über die Zukunft des Fachbereichs entschieden werden sollte. Obwohl unter RWTH-Rektor Burkhard Rauhut das Moratorium kurzfristig und ohne Angabe von Gründen verkürzt wurde, bestand der Fachbereich die externe Evaluation.
Dennoch wurde unter dem neuen Rektor Ernst Schmachtenberg die endgültige Schließung der Romanistik und der verbliebenen Lehramts-Studiengänge Französisch und Spanisch vorangetrieben und die Ideen zum Erhalt ignoriert. Begründet wurde dies mit rückläufigen Einschreibezahlen und sinkendem Bedarf. Dabei wurde jedoch der Hochschulleitung vorgeworfen, mit unvollständigen und irreführenden Zahlen zu argumentieren und dass die herangezogenen Kriterien einer wissenschaftlichen Reflexion nicht standhalten. Unter anderem bezog sich diese Kritik darauf, dass zunächst die Zahl der Studienplätze deutlich reduziert und Studiengänge abgeschafft wurden und dann die daraus resultierenden geringeren Einschreibezahlen als angeblich sinkendes Interesse umgedeutet wurden. Der Kritik an der Schließung der Romanistik schlossen sich zahlreiche Wissenschaftler und Fachverbände an. Große Kritik zog auch das als undemokratisch empfundene Vorgehen auf sich: obwohl der zuständige Fakultätsrat zweimal die Abschaffung der Romanistik ablehnte (am 16. Juli 2014 und am 6. August 2014) wurde noch eine dritte Abstimmung am 28. Januar 2015 anberaumt, wo die Zukunft der Romanistik mit einem Papier zur Zukunft der gesamten Fakultät verknüpft wurde. Dort wurde dann das Ende des Fachbereichs beschlossen.

### Naturzerstörung für Erweiterungsflächen

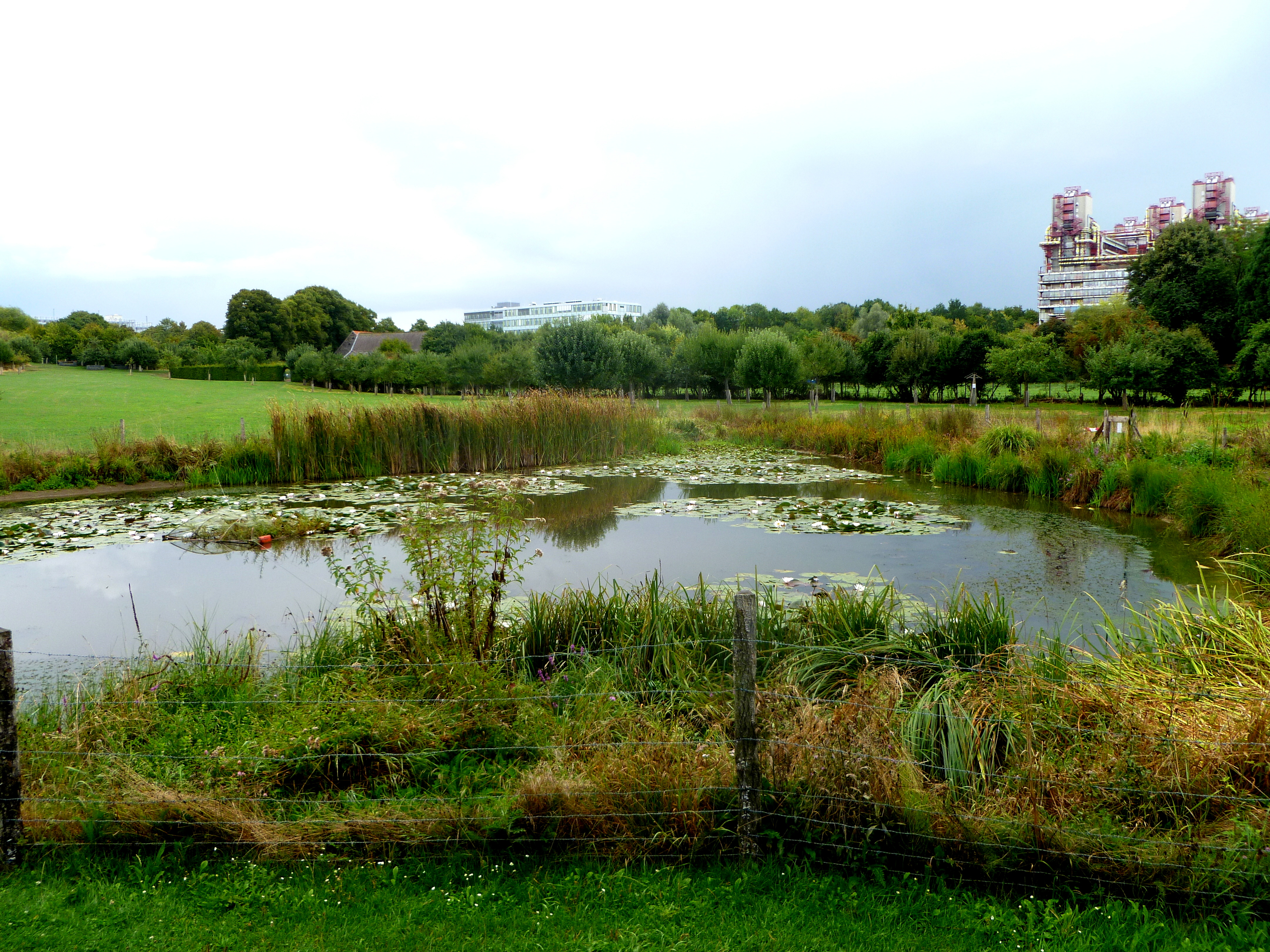
NSG Rabental 2022 mit Versuchtsteich des biol. Zentrums

Als die Erweiterungsfläche Campus Melaten zur Kooperation der RWTH mit kommerziellen Unternehmen im Grüngebiet Rabental geplant wurde, entstanden mehrere Bürgerinitiativen gegen die Zerstörung der Naturflächen und Versiegelung des Bodens und es gab mehrere Demonstrationen gegen das Vorhaben. Die Hauptkritik zielte nicht auf die Bebauung, sondern deren Anbindung, die am südlichen Ende durch das Rabental verläuft, obwohl es mehrere Alternativen gab und bei allen vorigen Plänen seit den 1970er-Jahren das Rabental stets tabu war und dessen Erhalt von der RWTH garantiert wurde. Dem Protest schlossen sich mehrere Umweltschutzverbände an, darunter der Naturschutzbund Deutschland, der der RWTH „Versagen […] bei dem Thema nachhaltiger Umgang mit Ressourcen“ vorwarf, was gerade bei der Verwirklichung eigener Interessen „besonders beschämend“ sei.
Dennoch wurde am 16. Dezember 2009 im Aachener Stadtrat mehrheitlich den Plänen zugestimmt. Auch die Aachener Grünen, die zunächst eine alternative Erschließung der Flächen ohne Nutzung des Rabentals befürworteten, stimmten schließlich dem von der RWTH favorisierten Vorschlag zu. Bereits bevor dieser rechtskräftig wurde, begannen die Rodungsarbeiten und bis Februar 2010 wurden bereits mindestens 1.000 Bäume mit einem Stammumfang über 30 cm sowie zahlreiche kleinere Bäume und Sträucher gefällt. Im Sommer 2010 wurden die Rodungsarbeiten fortgesetzt und weitere Grünflächen abgeholzt.

## Campus
Die RWTH ist keine Campus-Universität. Stattdessen sind ihre Gebäude auf drei Kerngebiete verteilt: Nordwestlich der Innenstadt, auf der Hörn und in Melaten. Die Studentenwohnheime sind auf alle drei Bereiche verteilt.

### Zentralbereich
Der überwiegende Teil befindet sich in einem zusammenhängenden Bereich im nordwestlichen Teil der Innenstadt zwischen Stadtzentrum und Westbahnhof. Dieser Campus Mitte umfasst am Templergraben das historische Hauptgebäude und das Servicezentrum SuperC mit Studierendensekretariat und zentralem Prüfungsamt, die Hauptmensa und die Mehrzahl der Hörsäle, darunter Audimax und Kármán-Auditorium. Auch ein Großteil der Verwaltung und die meisten Dekanate der einzelnen Fakultäten, zum Beispiel Maschinenwesen und Wirtschaftswissenschaften, befinden sich im Zentralbereich. Zum Wintersemester 2016/2017 wurde das Hörsaalgebäude CARL auf 14000 Quadratmetern Fläche eröffnet. Seit dem Sommersemester 2017 ist das Kármán-Auditorium geschlossen und wird seit 2022 umfangreich saniert.
Außerdem haben mehrere Dutzend Lehrstühle bzw. Institute ihren Sitz im Zentralbereich der Universität: Anglistik, Architektur, Baugeschichte, Bergbau, Chemie, teilweise Elektrotechnik, Erziehungswissenschaft, Geographie, Germanistik, Hüttenkunde, Kunstgeschichte, Kunststofftechnik, Luft- und Raumfahrttechnik, Mathematik, Materialkunde, Metallurgie, Philosophie, Rohstoffwesen, Romanistik, Soziologie, Sprach- und Kommunikationswissenschaft, Technische Verbrennung, Wärme- und Stoffübertragung, Wirtschaftswissenschaften, Wirtschaftsgeographie sowie Wirtschafts- und Sozialgeschichte.

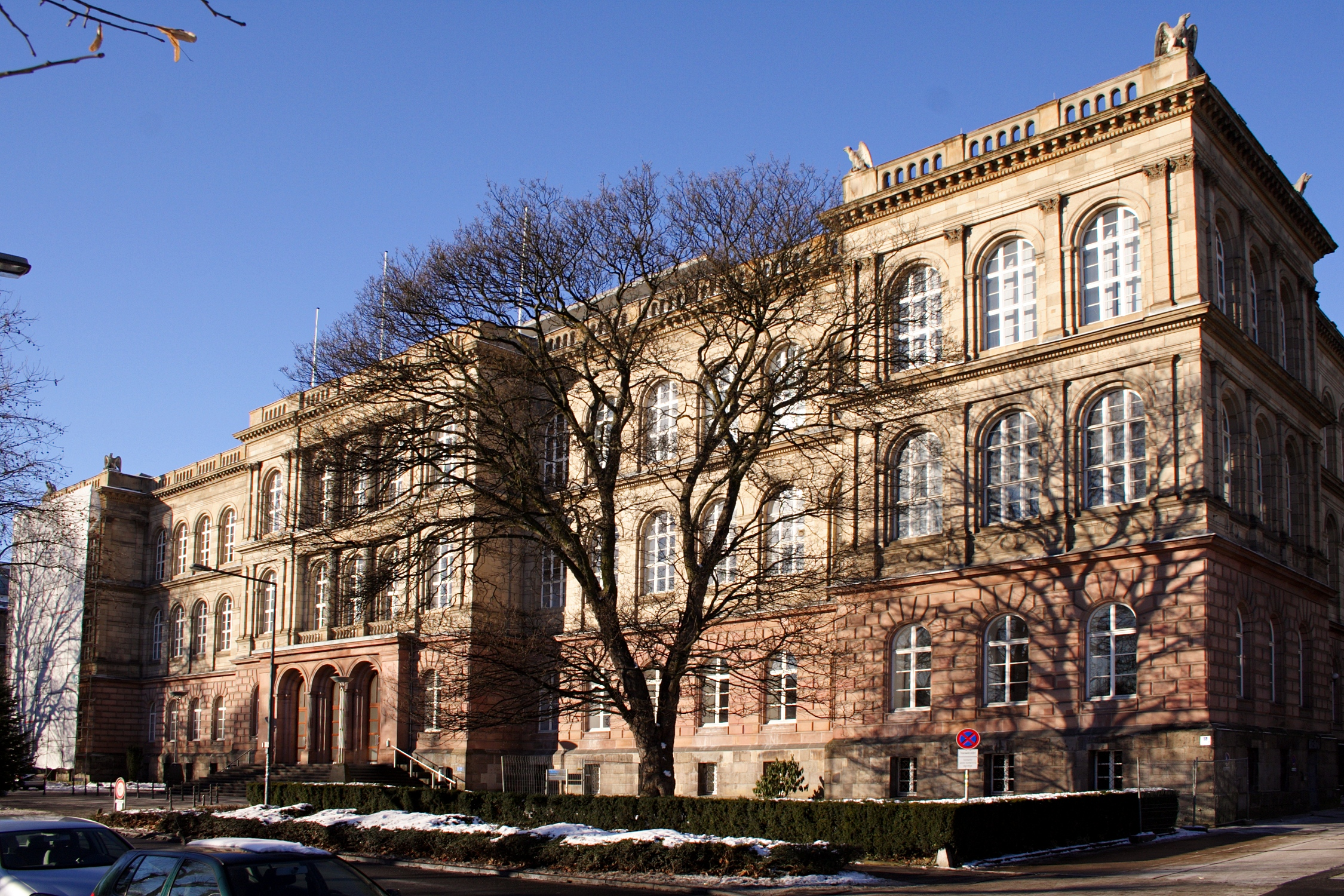
Hauptgebäude
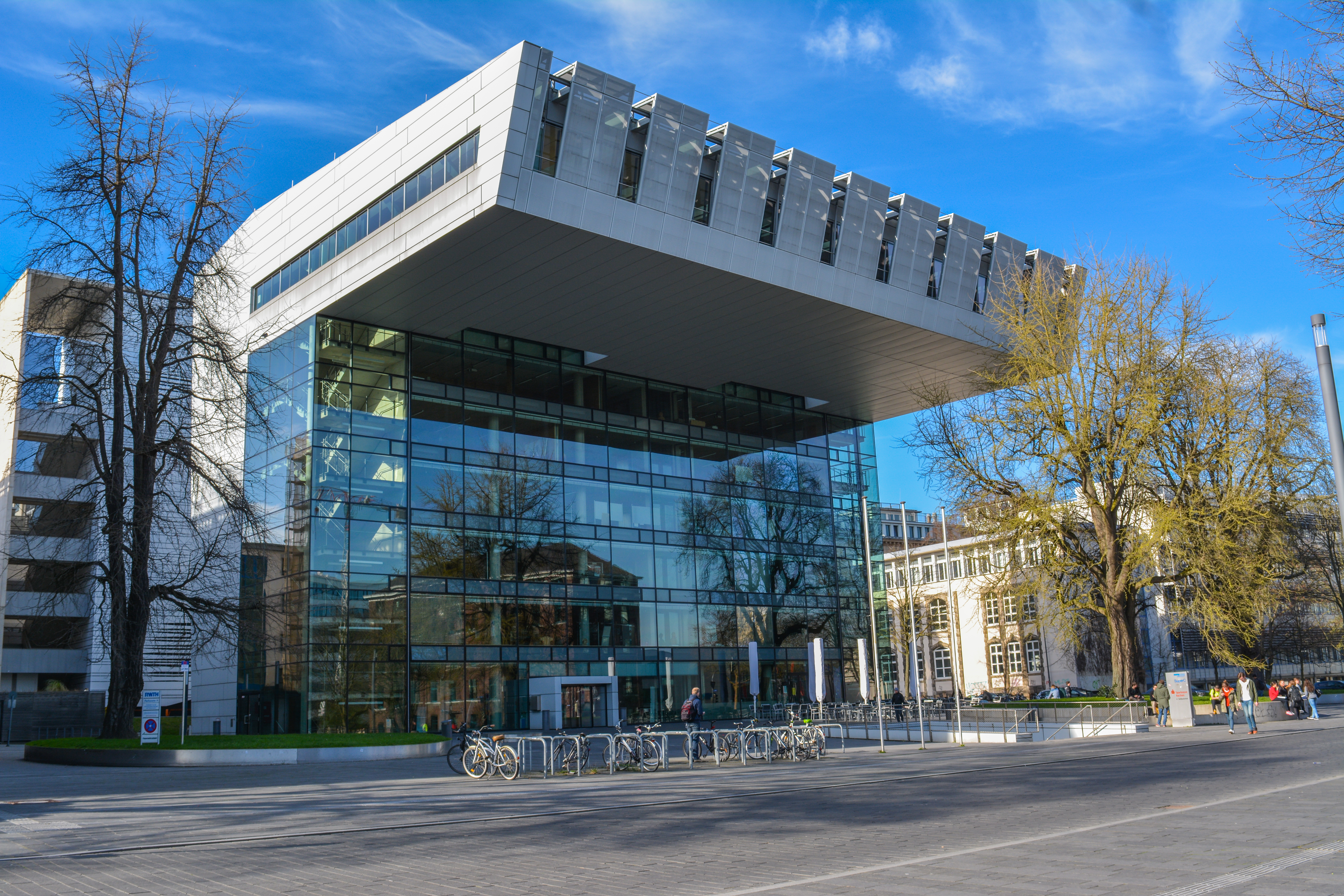
SuperC, zentrales Servicezentrum für Studierende
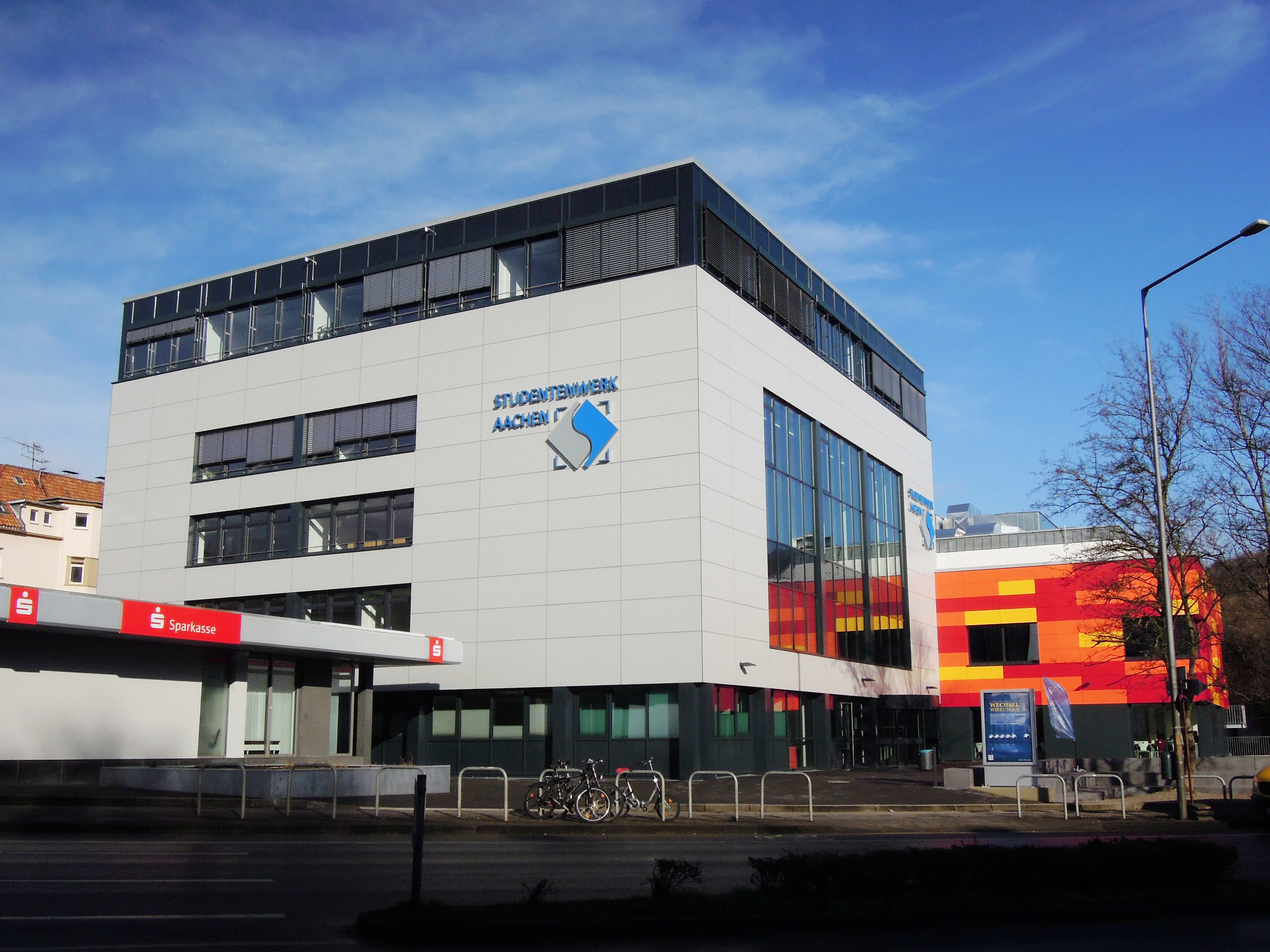
Studentenwerk Aachen und Hauptmensa am Pontwall
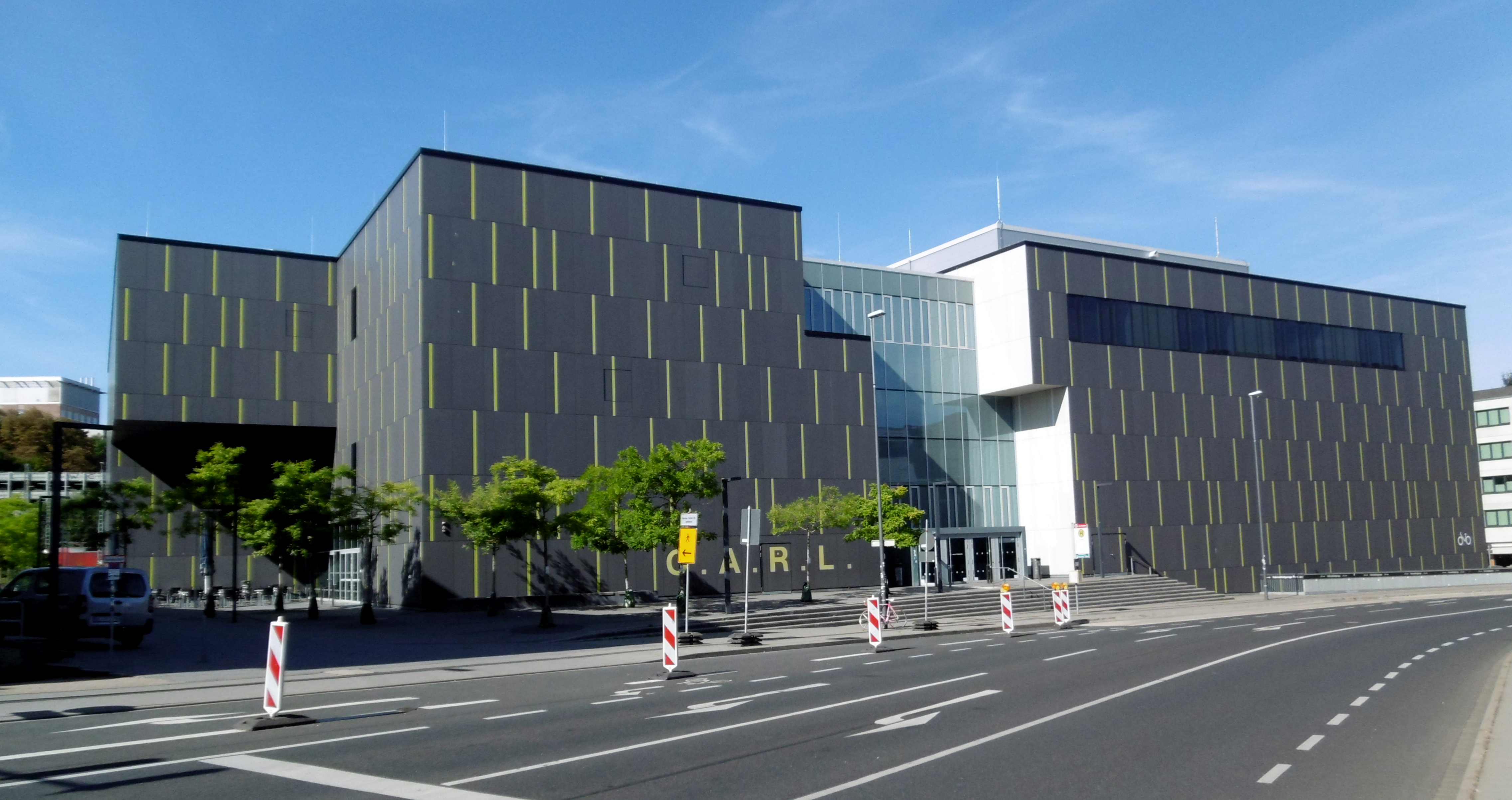
Hörsaalzentrum CARL
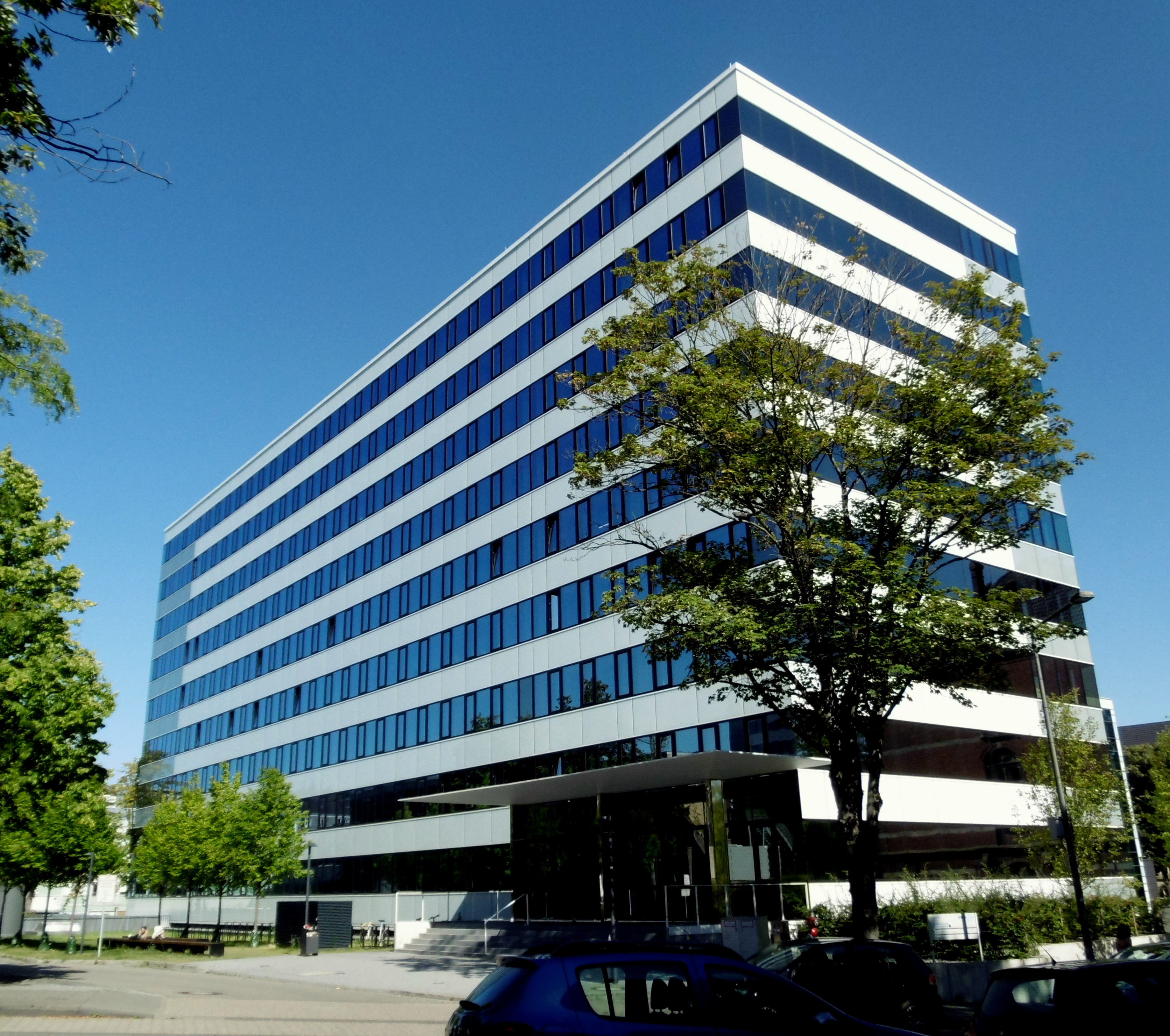
Sammelbau Maschinenwesen
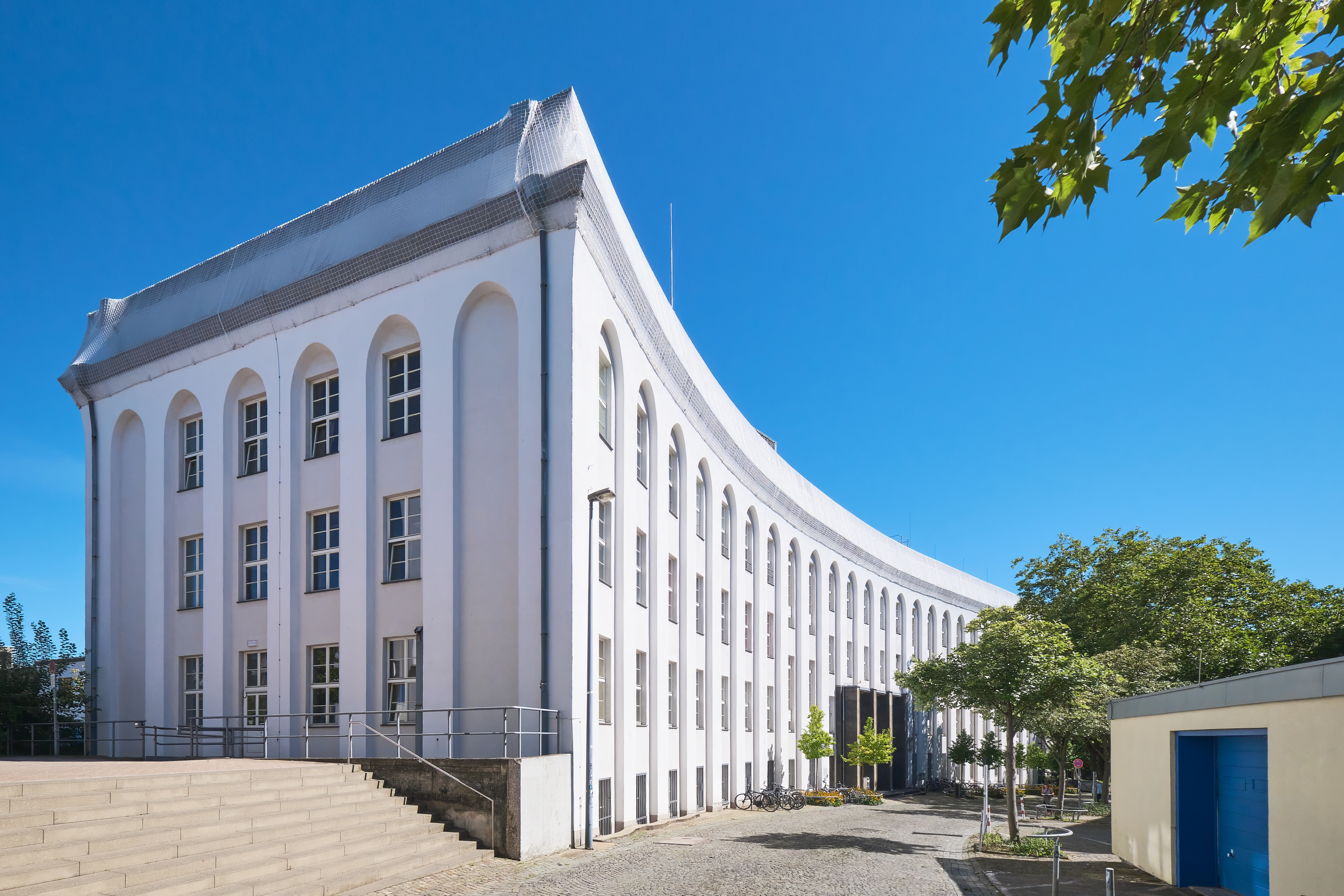
Rogowski-Institut

### Hörn, Melaten, Burtscheid
Der zweite Bereich ist der Campus West zwischen Bahnhof Aachen West und Hörn mit Informatik, Politikwissenschaft, Biologie (teilweise), Elektrotechnik (teilweise), Wirtschaftswissenschaften (teilweise), Metallurgie (teilweise) und Bauingenieurwesen. Dieser Teil des Campus sollte durch den zweiten Abschnitt des Campus-Projektes bis ca. 2020 stark erweitert werden. Es kam jedoch zu jahrelangen Verzögerungen. Ursprünglich sollte der Bebauungsplan 2020 verabschiedet werden, dies geschah im Juni 2021. Im Januar 2023 begannen erste kleinere Erschließungsmaßnahmen, die Hochbauarbeiten sind stand heute (August 2023) noch nicht gestartet. Um den Bau des Campus West zu ermöglichen, hat die Deutsche Bahn ihre ehemaligen Flächen entwidmet und die Gleisanlagen sowie Gebäude rückgebaut. Am 15. Januar 2015 wurde ein Teil des Bahn-Gelände in das Eigentum des Landes NRW übergeben.
Schließlich befinden sich am Campus Melaten die Biologie (teilweise), Chemie (teilweise), die Physik, die Elektrotechnik (teilweise) und zahlreiche Institute wie z. B. das Institut für Kraftfahrzeuge Aachen und das Institut für Textiltechnik der RWTH Aachen. In direkter Nachbarschaft liegt das Universitätsklinikum mit der Medizinischen Fakultät und die Mensa Vita. Im Nordteil entsteht bei Seffent ab Ende 2010 der erste Teil des Campus-Projektes, der später an den zweiten Abschnitt angrenzen soll.

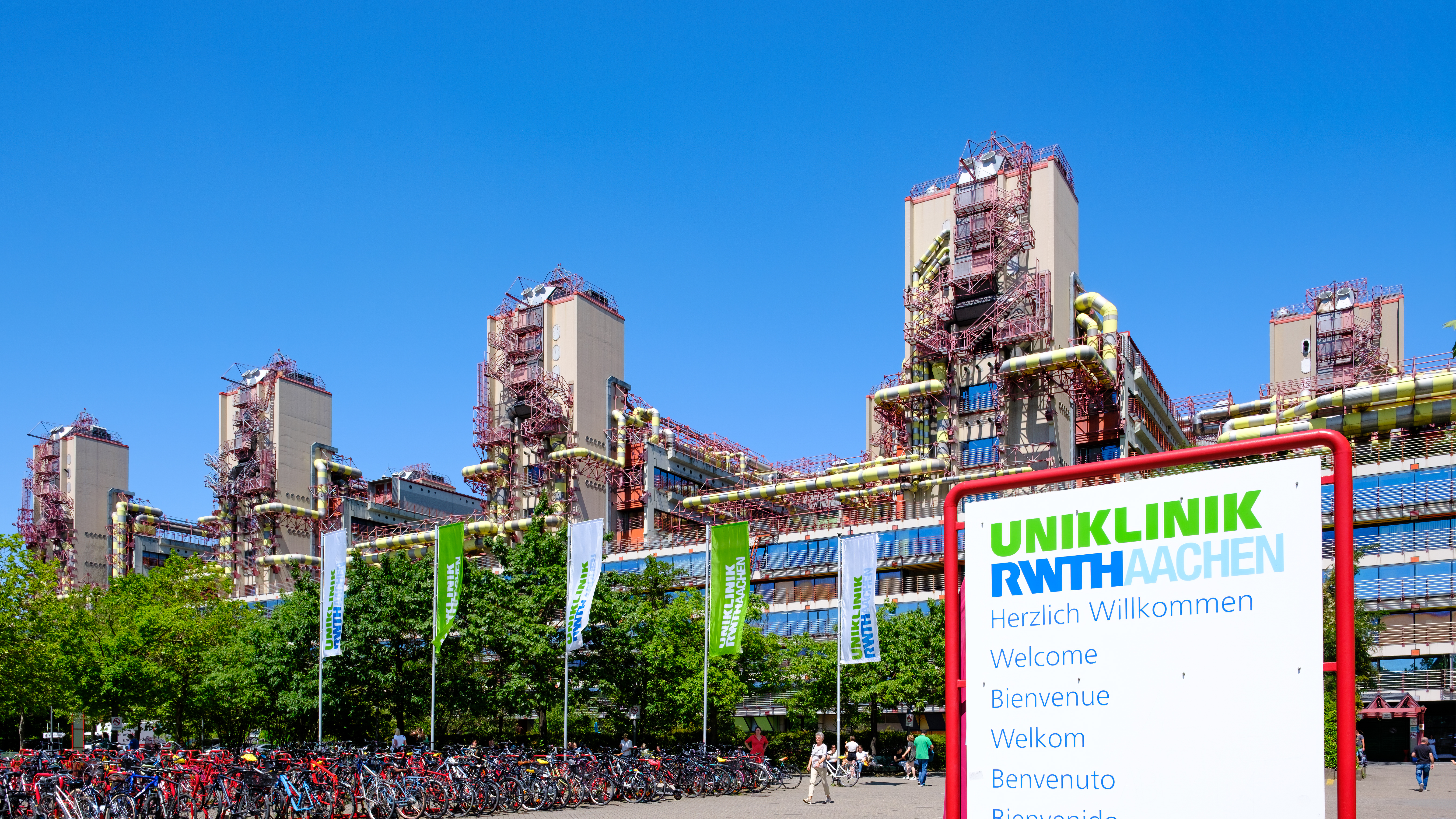
Universitätsklinikum Aachen
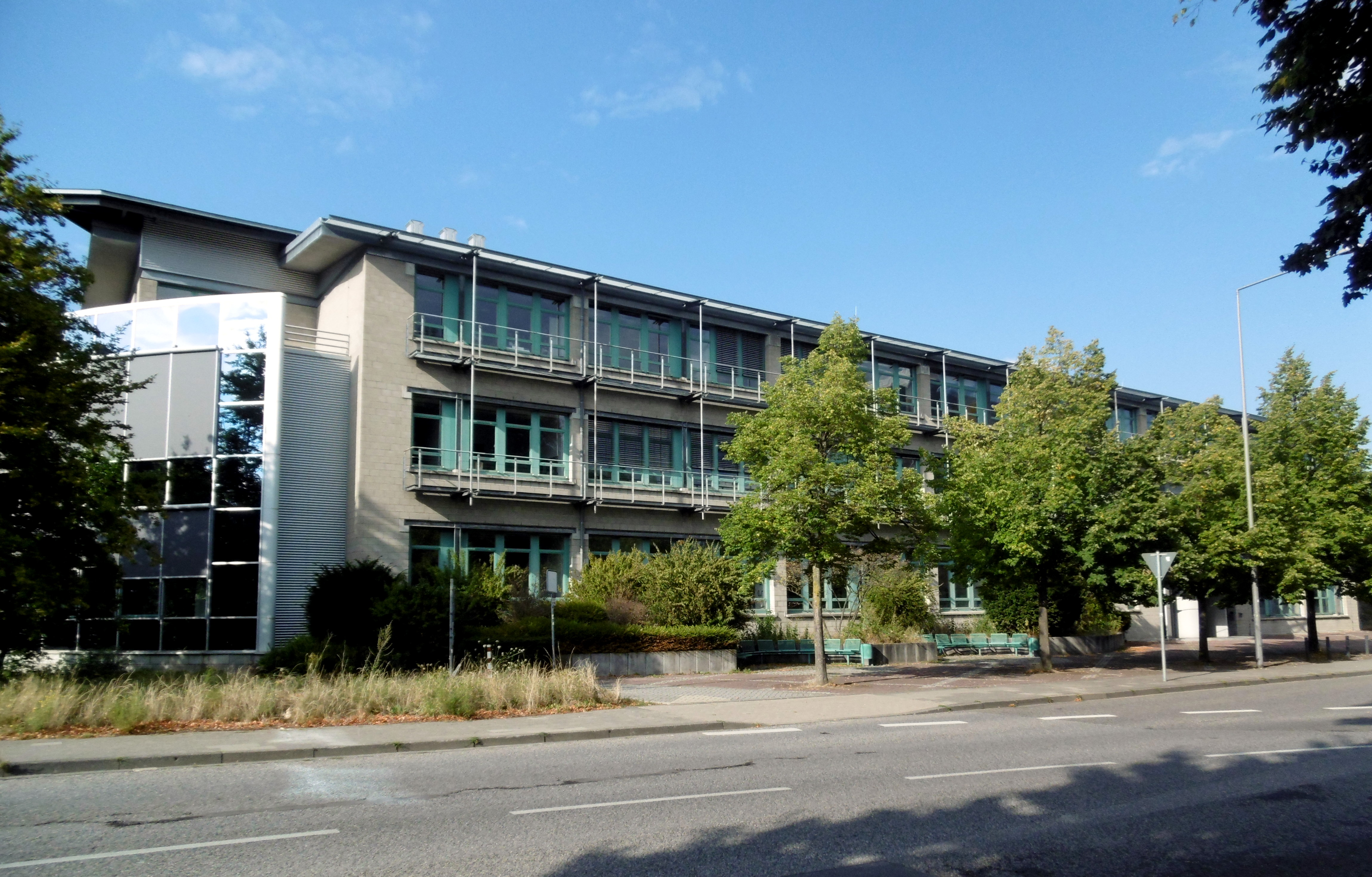
Helmholtz-Institut f. Biomedizinische Technik
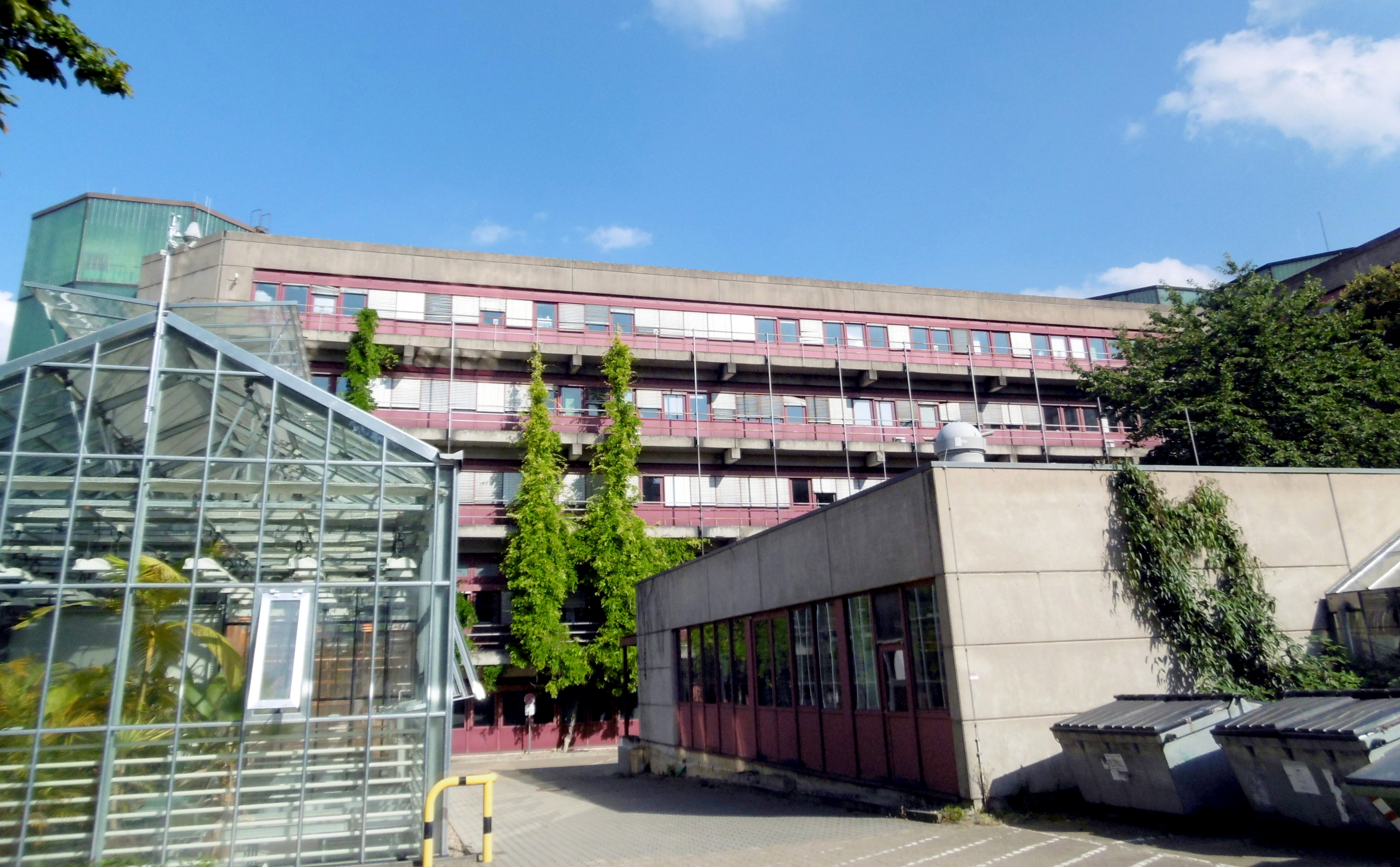
Sammelbau Biologie
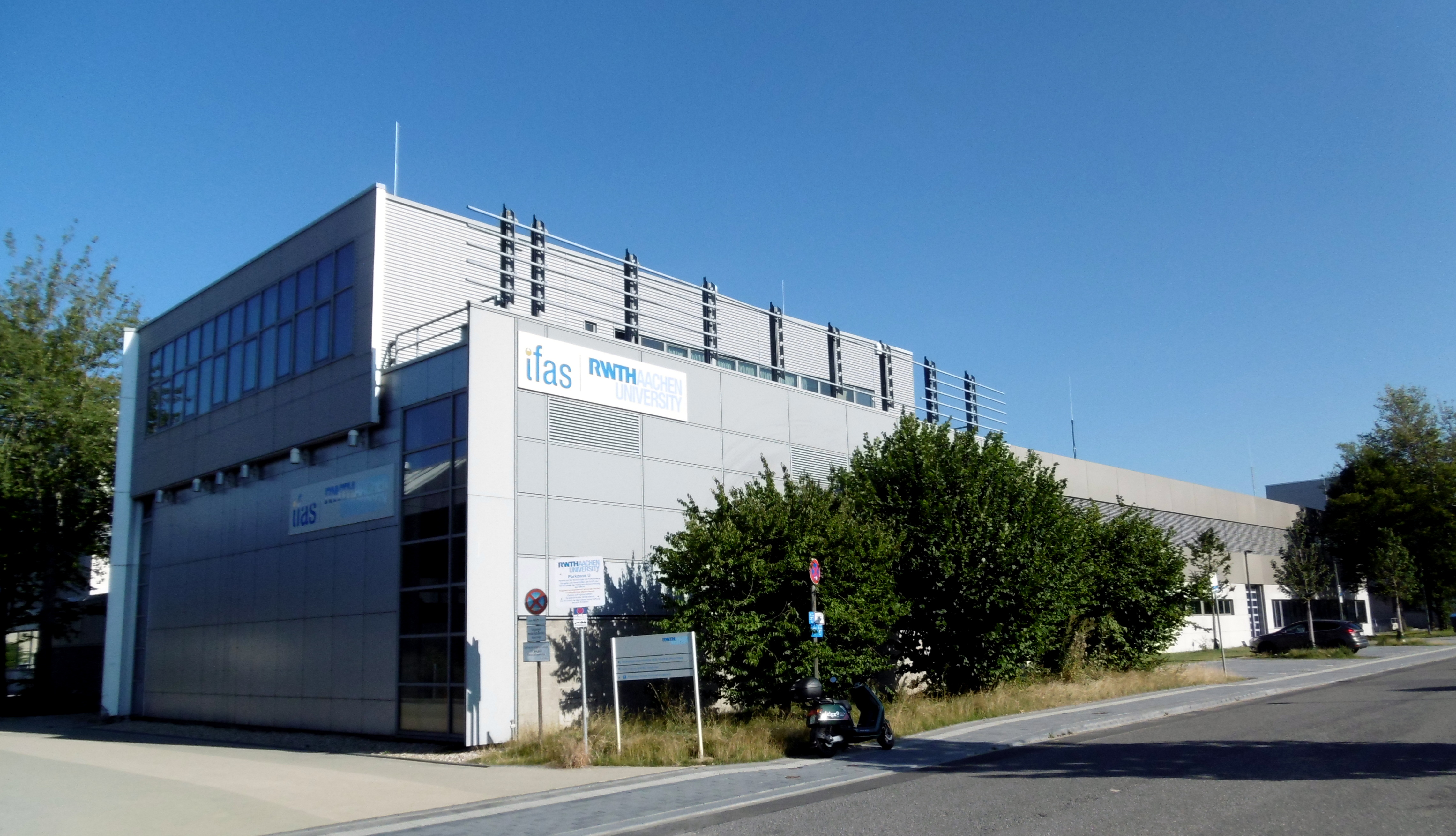
Institut für fluidtechnische Antriebe
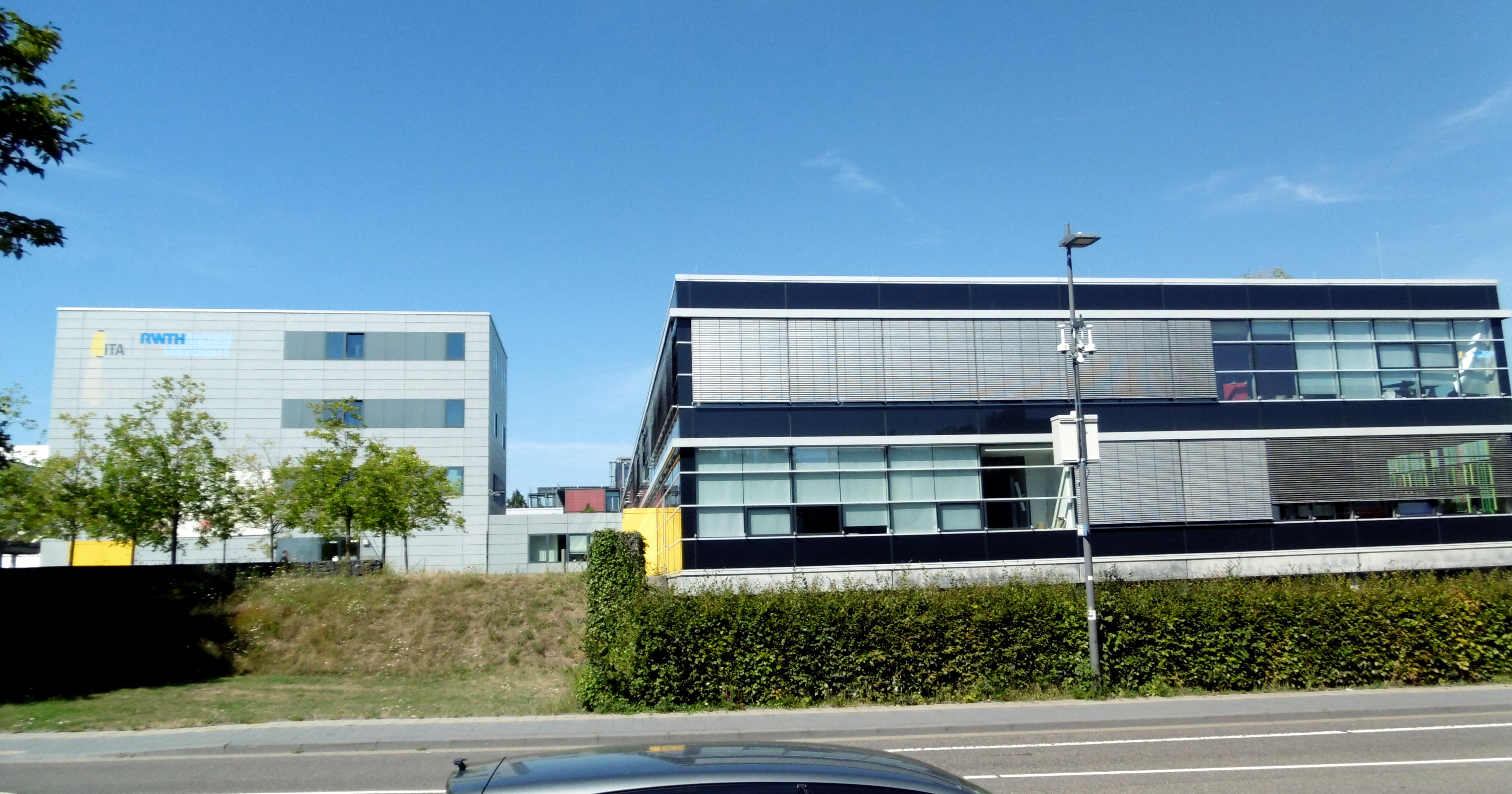
Institut für Textiltechnik

Das Institut für Psychologie ist zusammen mit dem Institut für Stromrichtertechnik und elektrische Antriebe (ISEA) und dem Institut für Kristallographie (ifk) im südlichen Stadtteil Burtscheid im Gebäudekomplex der ehemaligen Tuchfabrik Erckens angesiedelt. Einige Büros, vor allem das Hochschularchiv, befinden sich im ehemaligen Regierungsgebäude der Bezirksregierung Aachen, direkt am Stadttheater neben der Außenstelle der Hochschule für Musik und Tanz Köln.

#### Brand der alten Maschinenhalle des WZL
Am 4. Februar 2016 brach gegen 23 Uhr ein Feuer in der Maschinenhalle des Werkzeugmaschinenlabors WZL der RWTH Aachen im Campus Melaten aus, das die rund 3500 Quadratmeter große Halle mitsamt hochwertiger Maschinen zerstörte. Der materielle Schaden wurde auf mehr als 100 Mio. Euro. geschätzt. Alle Forschungsergebnisse bis auf die weniger Tage konnten gerettet werden. Die Feuerwehr setzte bis zu 160 Mann ein, zwei Feuerwehrmänner wurden leicht verletzt. Die Brandursache konnte nicht ermittelt werden.

### Stadtexterne Einrichtungen
Die RWTH hat externe Einrichtungen außerhalb des Aachener Stadtgebiets im Forschungszentrum Jülich, im Haus der Technik in Essen und besitzt zusammen mit der Universität Stuttgart ein Haus im Kleinwalsertal in den Allgäuer Alpen.

### Planung Wissenschaftscampus
In einer Pressemitteilung gab die RWTH Aachen im August 2007 bekannt, einen Wissenschaftscampus zu planen. Auf 473.000 Quadratmetern soll der Campus Melaten ein Zentrum für Forschungsinstitute sowie Industrieunternehmen erbaut werden. Dieser soll aus elf Forschungsclustern und sechs Startclustern bestehen, die seit 2009 realisiert werden. Am 18. Februar 2010 wurde der erste Spatenstich von Ministerpräsident Jürgen Rüttgers und dem Rektor der RWTH, Ernst Schmachtenberg, sowie weiteren Vertretern von Land und Bund gesetzt. Bis ca. 2015 beträgt das Investitionsvolumen 750 Millionen Euro.
Um diese Zwecke voranzutreiben, wurde die RWTH Aachen Campus GmbH gegründet. An dieser Gesellschaft ist die RWTH Aachen mit 95 % und die Stadt Aachen mit 5 % beteiligt. Aufgabe der Gesellschaft ist es, den Bau und später auch die Verwaltung und Vermarktung des Campus zu überwachen und zu gestalten.

## Organisation

### Fachbereiche und Fakultäten
Die RWTH gliedert sich in neun Fakultäten mit untergliederten Fachgruppen:

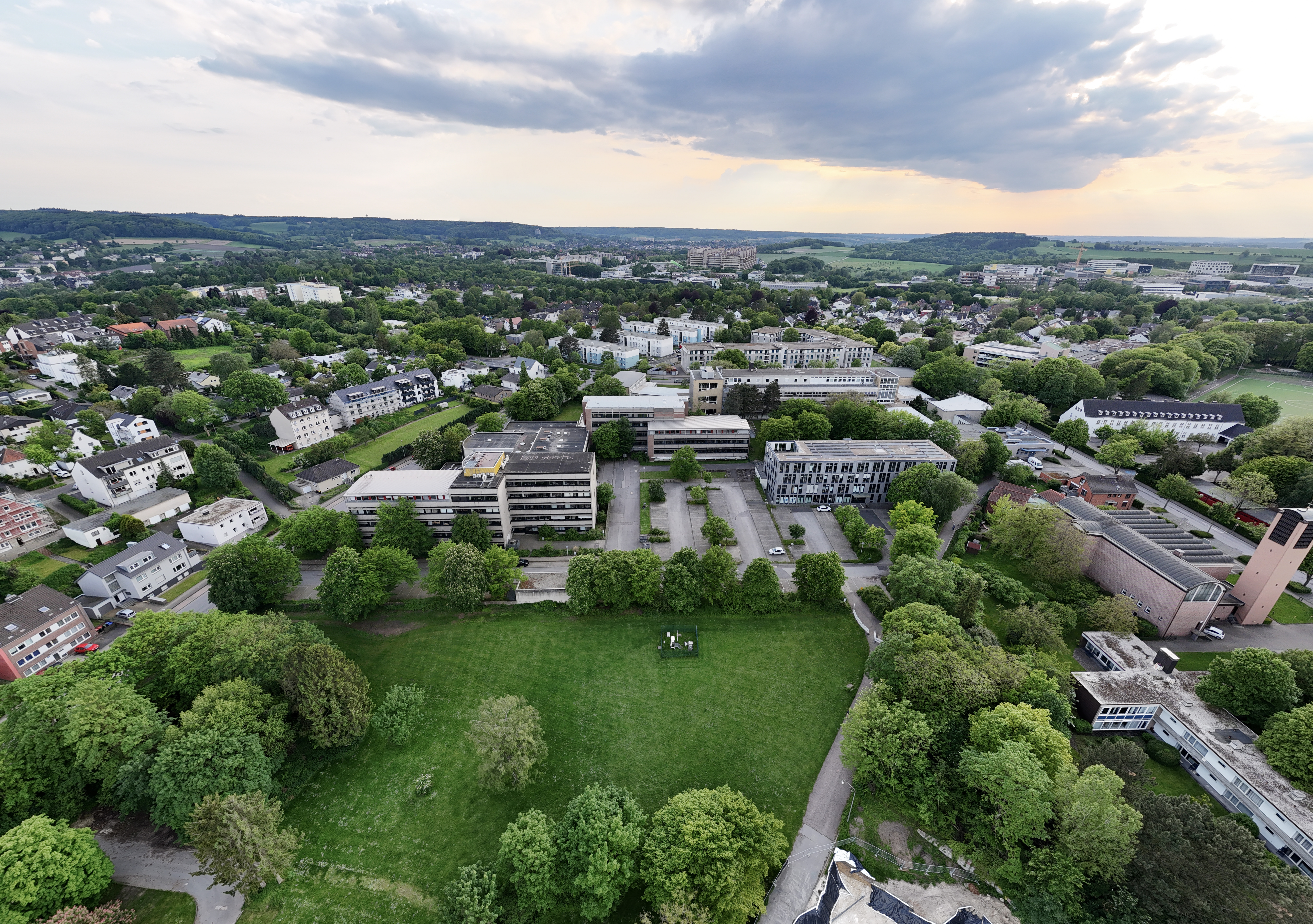
Informatikzentrum

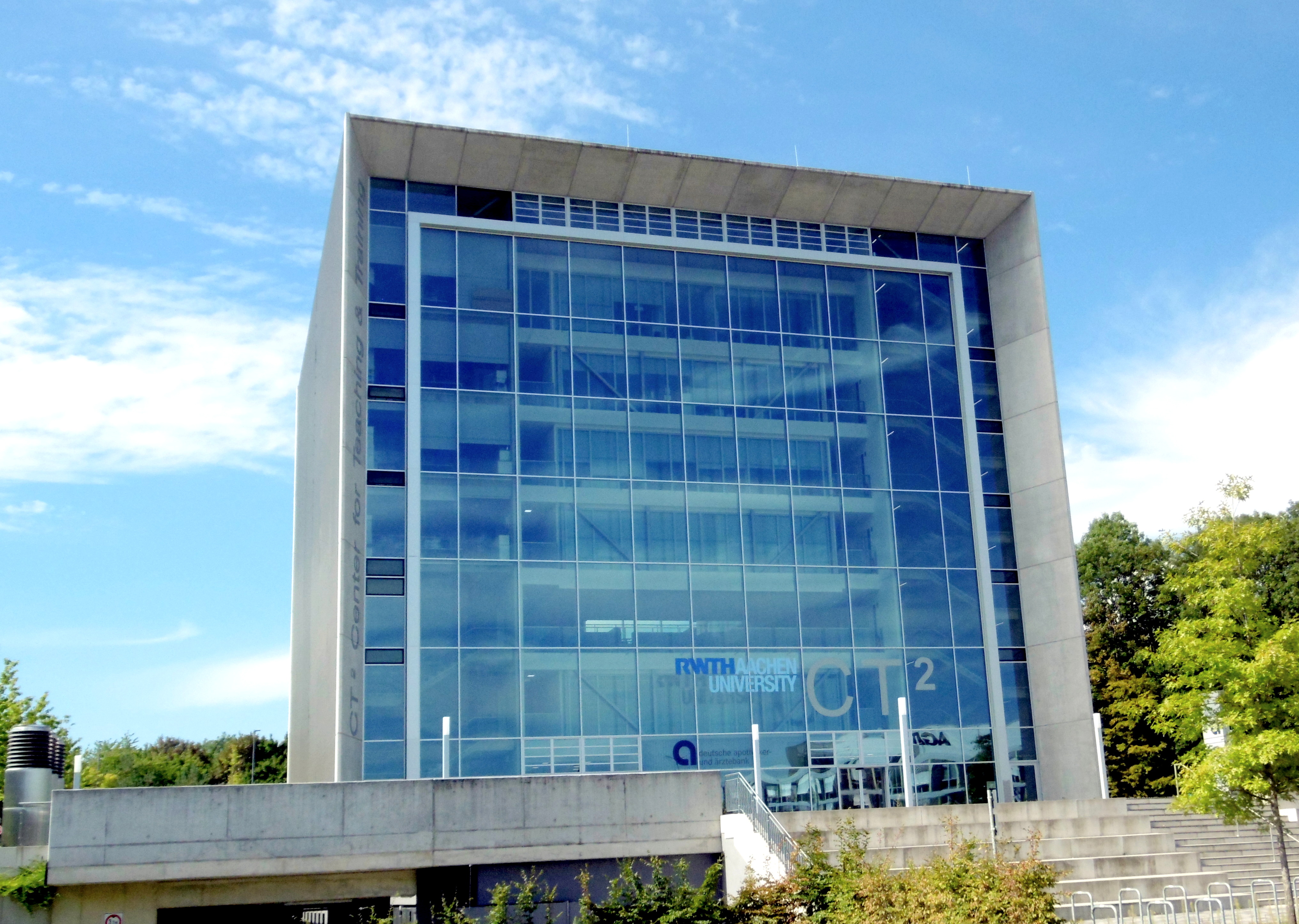
CT² Center for Teaching and Training

1. Mathematik, Informatik und Naturwissenschaften
  - Fachgruppe Mathematik
  - Fachgruppe Informatik
  - Fachgruppe Physik
  - Fachgruppe Chemie
  - Fachgruppe Biologie
2. Architektur
3. Bauingenieurwesen
  - Forschungsbereich Nachhaltige Gebäude und Infrastruktur
  - Forschungsbereich Wasser und Umwelt
  - Forschungsbereich Baustoffe und Konstruktiver Ingenieurbau
  - Forschungsbereich Computerorientierte Modellbildung
  - Forschungsbereich Mobilität, Bauinformatik, Geodäsie, Geotechnik
4. Maschinenwesen
5. Georessourcen und Materialtechnik
  - Fachgruppe für Rohstoffe und Entsorgungstechnik
  - Fachgruppe für Materialwissenschaften und Werkstofftechnik
  - Fachgruppe für Geowissenschaften und Geographie
6. Fakultät für Elektrotechnik und Informationstechnik der RWTH Aachen
7. Philosophische Fakultät
  - Fachgruppe 7.1: Literaturwissenschaft, Sprachwissenschaft, Philosophie
  - Fachgruppe 7.2: Gesellschaftswissenschaften
  - Fachgruppe 7.3: Empirische Humanwissenschaften
  - Fachgruppe 7.4: Mensch-Technik-Gesellschaft
8. Fakultät für Wirtschaftswissenschaften
9. Pädagogik (bis 1989)
10. Medizin

Eine Besonderheit der RWTH und insbesondere der Fakultät 10 (Medizin) ist der Umstand, dass man hier schon lange Logopädie als ordentliches Universitätsstudium belegen kann. Im Bereich der akademischen Logopädenbildung ist die RWTH als führend zu bezeichnen, zumal die RWTH die erste Universität in Deutschland war, die ein Logopädiestudium angeboten hat.
Die Fakultät 9 (Pädagogik) hat ihren Betrieb 1989 eingestellt, die Verantwortung für das Lehramt wurde überwiegend von der Philosophischen Fakultät übernommen. Neben der RWTH Aachen besitzen in Deutschland nur noch die TU Dresden und die TU München Fakultäten für Medizin mit angeschlossenen Universitätskliniken und damit die Möglichkeit zum Medizinstudium an einer Technischen Universität.
Die RWTH hat Kooperationen mit 17 rechtlich selbstständigen An-Instituten, sieben Instituten der Fraunhofer-Gesellschaft sowie einem Leibniz-Institut und eine Helmholtz-Institut. Einige Professoren sind Institutsleiter und Forscher im Forschungszentrum Jülich. Einige Institute arbeiten eng mit dem Deutschen Zentrum für Luft- und Raumfahrt (DLR) in Köln zusammen.

### Tochterunternehmen
Im Jahr 2000 wurde die Aachen Global Academy GmbH (im August 2006 umbenannt in RWTH International Academy gGmbH) gemeinsam von der RWTH Aachen und den Freunden und Förderern der RWTH Aachen e. V. (proRWTH) als jeweils 50-prozentige Gesellschafter gegründet. Fast alle Fachbereiche der RWTH Aachen bieten ihr Know-how (teilweise in Kooperation mit Partnern aus der Industrie) für Unternehmen in offenen Programmen oder Inhouse-Seminaren an. Je nach Angebot wird an der Weiterbildungsakademie (berufsbegleitend) ein Mastertitel, in einem kompakten Kurs ein Zertifikat oder bei einem kurzen Update-Angebot eine Teilnahmebescheinigung erworben; alle Formate werden von der RWTH Aachen entsprechend beurkundet bzw. bescheinigt.

### Exzellenzcluster
Im Rahmen der Exzellenzinitiative wurden im Jahr 2019 für einen Zeitraum von sieben Jahren folgende Exzellenzcluster bewilligt:
- FSC – The Fuel Science Center – Adaptive Systeme zur Umwandlung von erneuerbarer Energie und Kohlenstoffquellen
- IOP – Internet of Production
- ML4Q – Matter and Light for Quantum Computing

### An-Institute

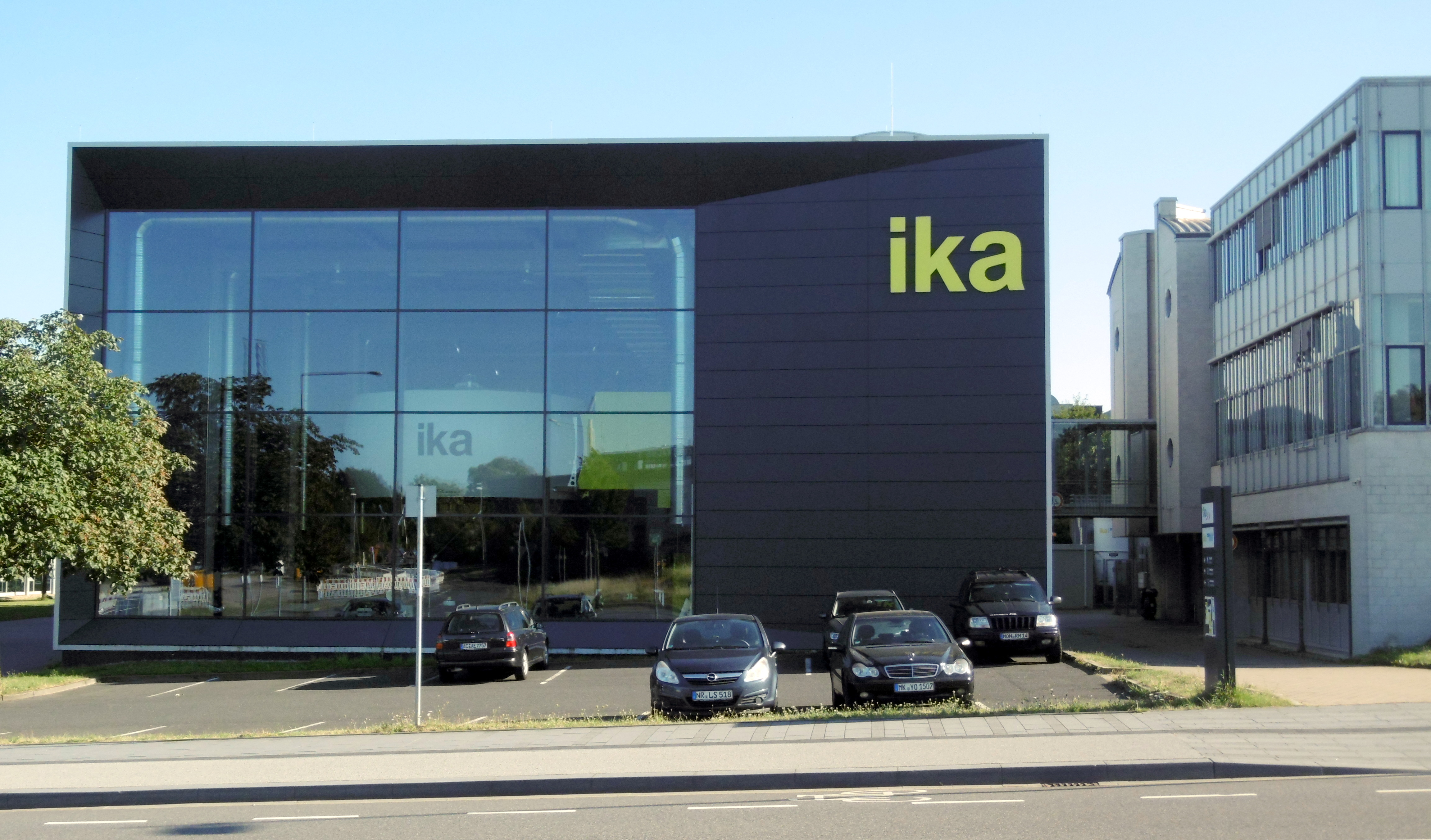
Institut für Kraftfahrzeuge

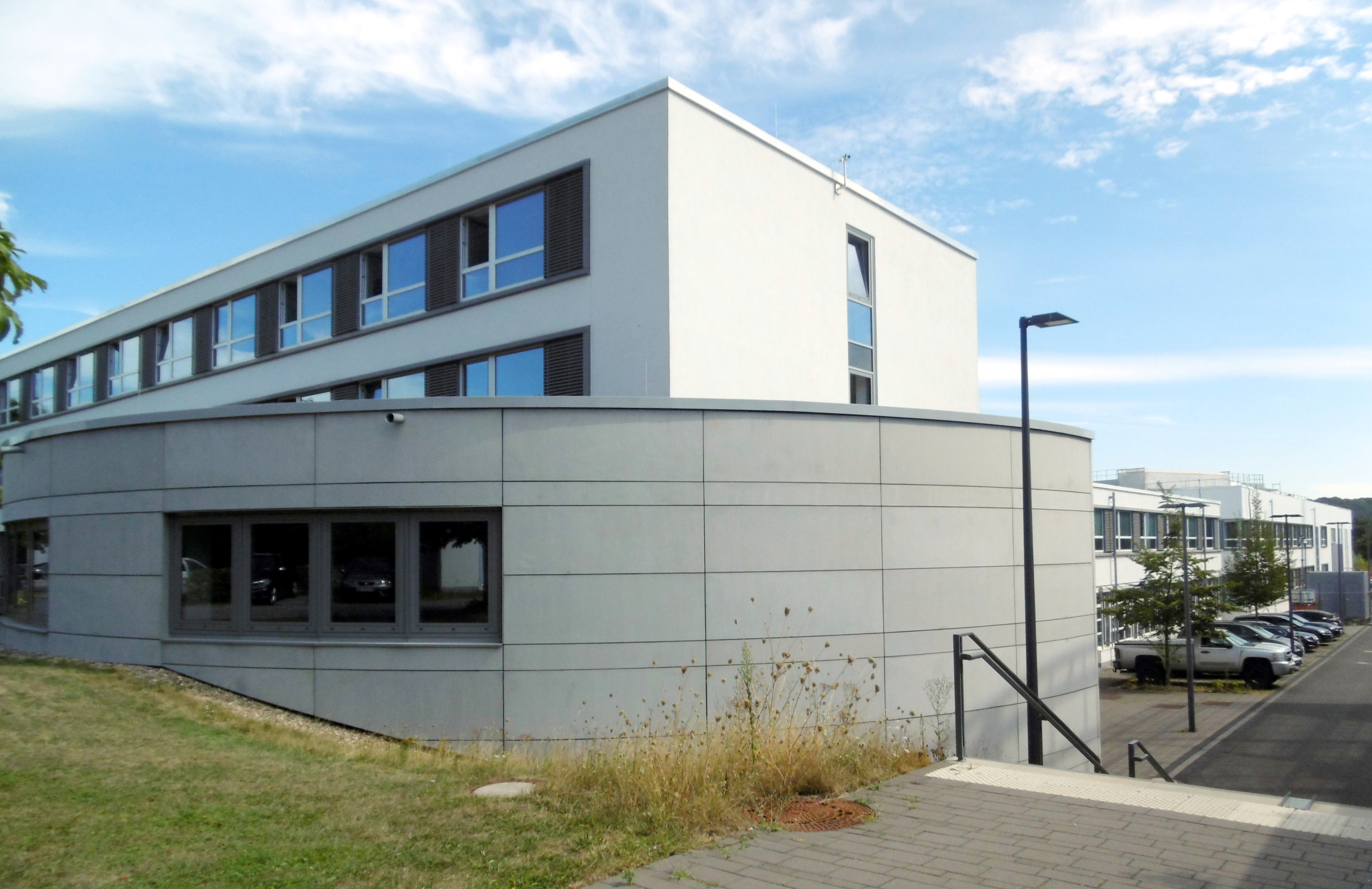
Institut für Kunststoffverarbeitung

- ACCESS – Access e. V. Materials + Processes
- ACTO – Aachener Centrum für Technologietransfer in der Ophthalmologie e. V.
- FGH – Forschungsgemeinschaft für Elektrische Anlagen und Stromwirtschaft e. V.
- FIR – Forschungsinstitut für Rationalisierung an der RWTH Aachen e. V.
- FiW – Forschungsinstitut für Wasser- und Abfallwirtschaft an der RWTH Aachen e. V.
- gaiac – Forschungsinstitut für Ökosystemanalyse und Bewertung e. V.
- GUtech – German University of Technology in Oman
- IAPK – Institut für Anwendungstechnik Pulvermetallurgie und Keramik an der RWTH e. V.
- IfU – Institut für Unternehmenskybernetik e. V.
- IIF – Institut für Industriekommunikation und Fachmedien
- ika – Institut für Kraftfahrzeuge Aachen an der RWTH Aachen
- IKV – Institut für Kunststoffverarbeitung in Industrie u. Handwerk an der RWTH Aachen e. V.
- IPGR – International Partners in Glass Research e. V.
- OWI – Oel-Waerme-Institut GmbH
- PIA – Prüf- und Entwicklungsinstitut für Abwassertechnik an der RWTH Aachen e. V.
- TFI – Deutsches Forschungsinstitut für Bodensysteme e. V.
- WZLforum an der RWTH Aachen (gGmbH) des Werkzeugmaschinenlabors WZL der RWTH Aachen

### Fraunhofer-Institute

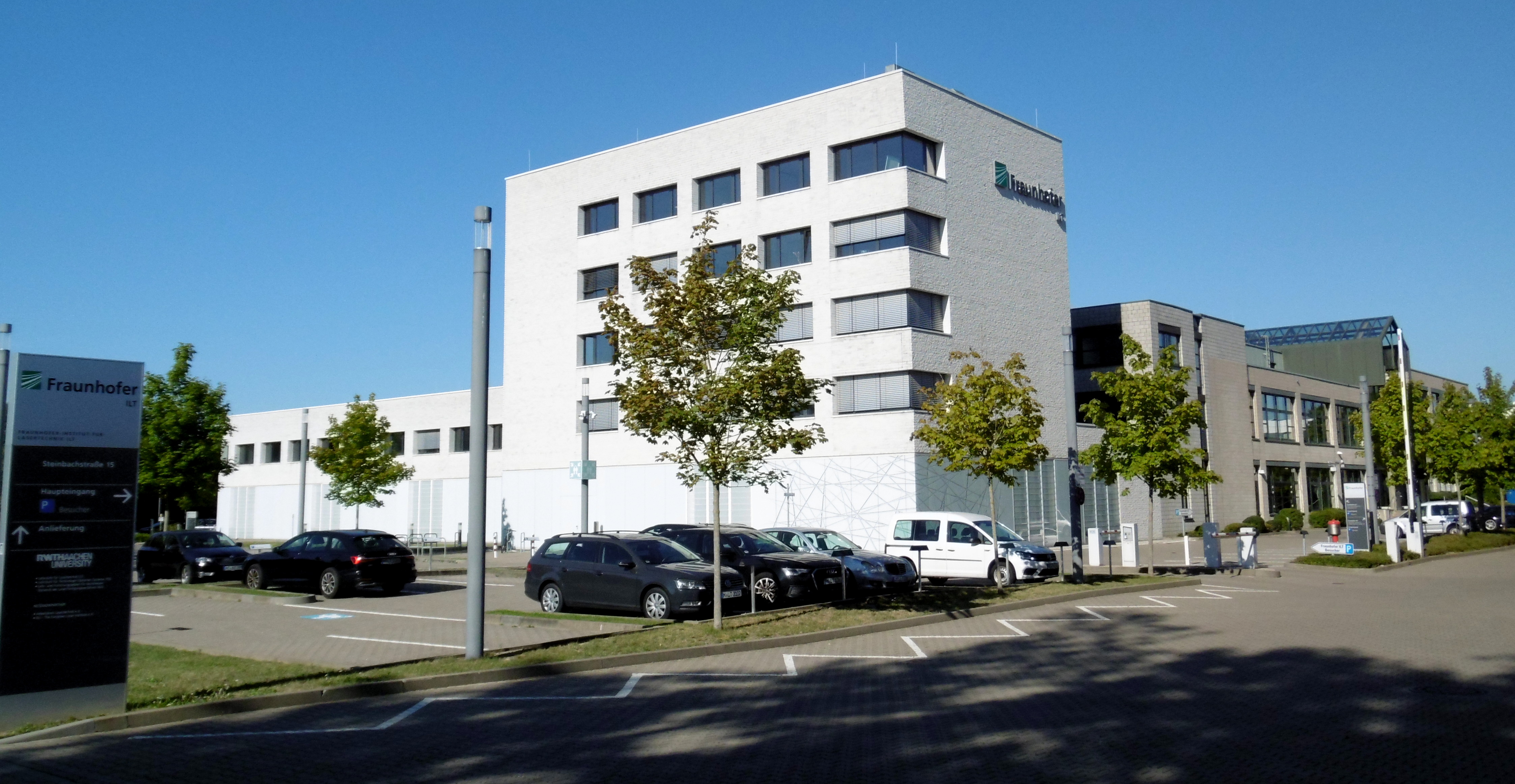
Fraunhofer-Institut für Lasertechnik
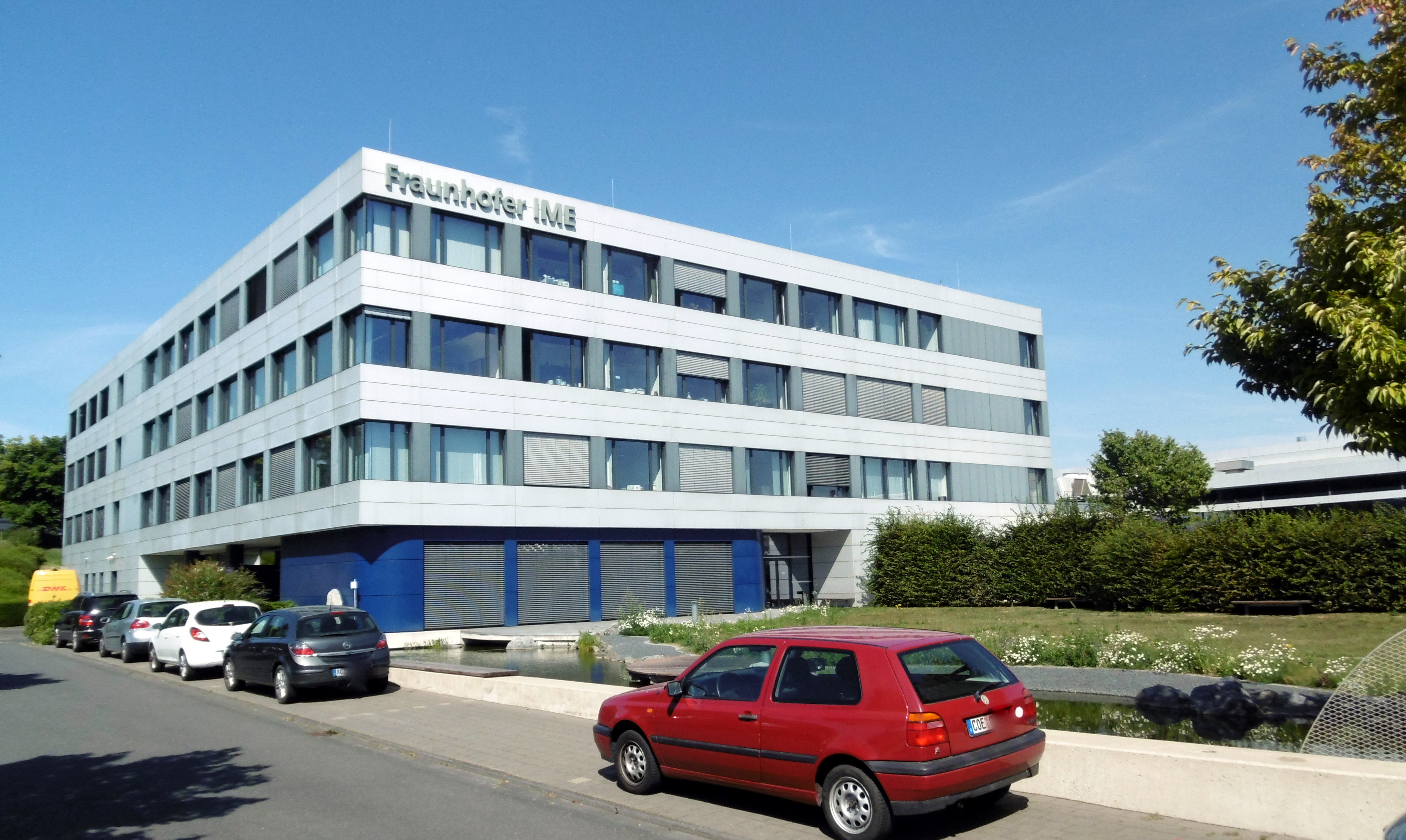
Fraunhofer-Institut für Molekularbiologie

- FHR – Fraunhofer-Institut für Hochfrequenzphysik und Radartechnik
- FIT – Fraunhofer-Institut für Angewandte Informationstechnik
- ILT – Fraunhofer-Institut für Lasertechnik
- IPT – Fraunhofer-Institut für Produktionstechnologie
- IME – Fraunhofer-Institut für Molekularbiologie und Angewandte Oekologie
- IEG – Fraunhofer-Einrichtung für Energieinfrastrukturen und Geothermie
- FKIE – Fraunhofer-Institut für Kommunikation, Informationsverarbeitung und Ergonomie

### Helmholtz-Institute
- HIA – Helmholtz-Institut für Biomedizinische Technik

### Leibniz-Institute
- DWI – Leibniz-Institut für Interaktive Materialien e. V.

### Johannes-Rau-Forschungsgemeinschaft
- AMO – Gesellschaft für Angewandte Mikro- und Optoelektronik mbH
- FIR – Forschungsinstitut für Rationalisierung e. V. an der RWTH Aachen
- FIW – Forschungsinstitut für Wasser- und Abfallwirtschaft

### Forschungs- und Kompetenzzentren der RWTH Aachen

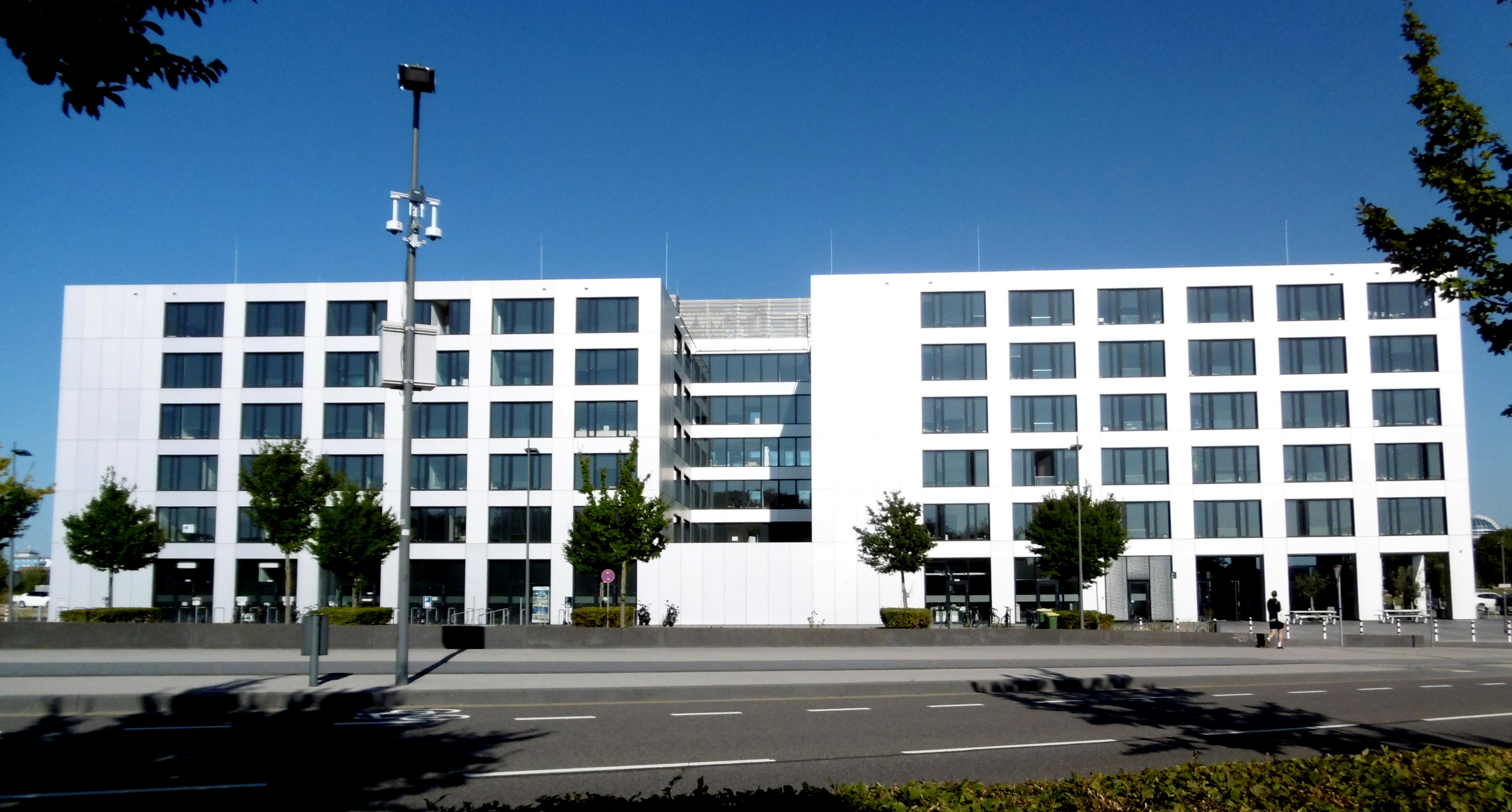
Cluster Produktionstechnik,
u. a. Sitz des AZL

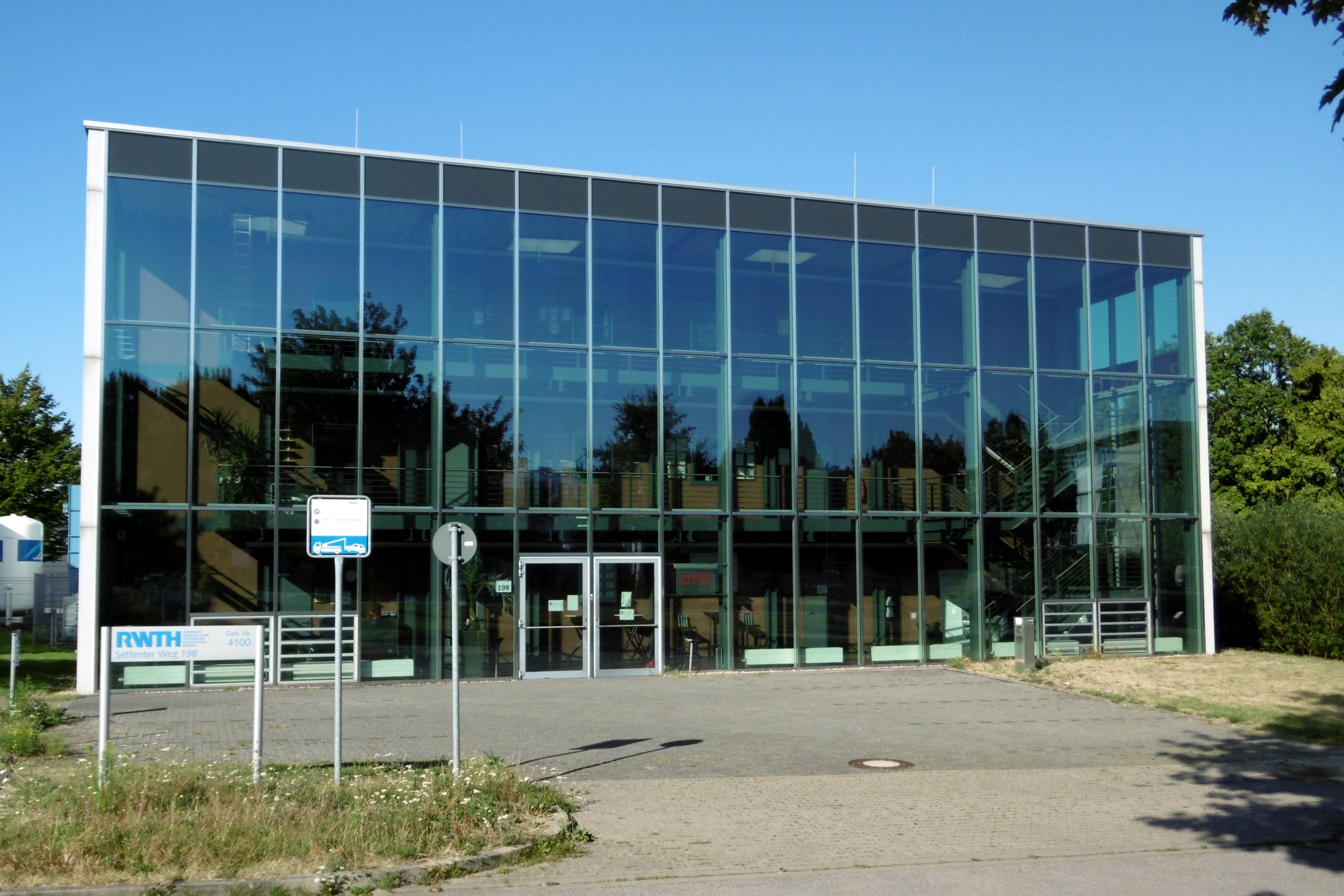
Zentrum f. metallische Bauweisen

- AKM – Aachener Kompetenzzentrum Medizintechnik
- AKGM – Aachener Kompetenzzentrum für Wissenschaftsgeschichte
- APC – Aachen Polymer Chain
- AZL – Aachener Zentrum für integrativen Leichtbau
- BioSC – Bioeconomy Science Center
- CCC – Computational Chemistry Coalition
- CWE – Center for Wind and Earthquake Engineering
- FEMU – Forschungszentrum für Elektro-Magnetische Umweltverträglichkeit
- HCIC – Human Computer Interaction Center
- i3ac – Interdisciplinary Imaging & Vision Institute Aachen
- IZKF BIOMAT – Klinische Forschung Biomat
- JRC-COMBINE – Joint Research Center for Computational Biomedicine
- MARC –Magnetische Resonanz
- PROTECA – PROduktionsTEChnologie Aachen
- NanoClub
- SignGes – Kompetenzzentrum für Gebärdensprache und Gestik
- Verdichter für Flugtriebwerke
- ZMB – Zentrum Metallische Bauweisen

### I³ - Integrierte Interdisziplinäre Institute

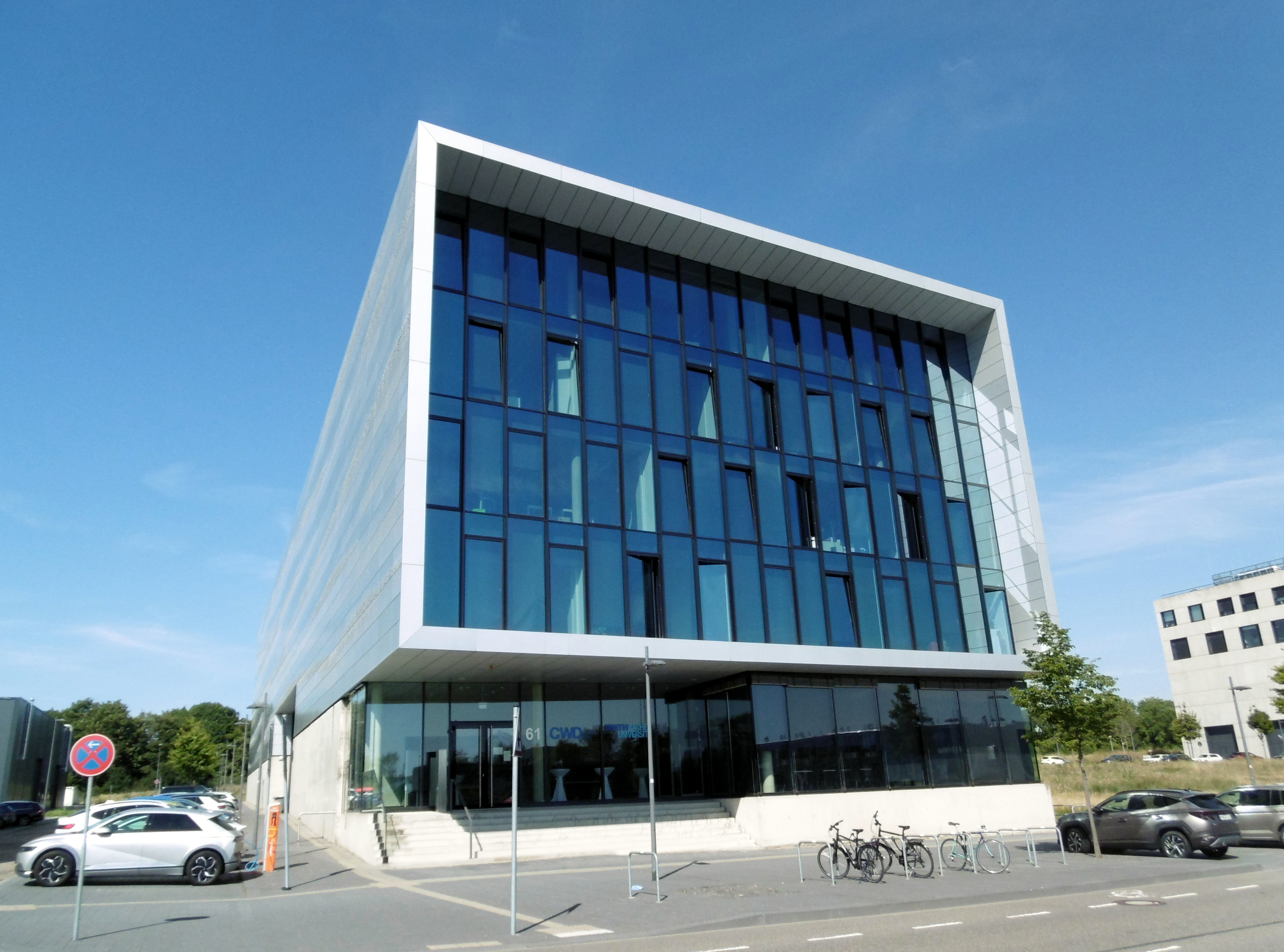
Center for Wind Power Drives

- CWD – Center for Wind Power Drives
- I³TM –Integrated Interdisciplinary Institute of Technology for Medicine

### Arbeitsgemeinschaften
- CCEES – Center for Computational Engineering
- E.ON ERC – E.ON Energy Research Center

### Projekthäuser
- ACA – Center for Automotive Catalytic Systems Aachen
- ACTurbo – Aachen Center for Turbomachinery Manufacturing
- HumTec
- ICMEaix
- IMF – Interdisciplinary Management Factory
- CMT – Center of Molecular Transformations
- P2F –Power to Fuel
- PHW –Projekthaus Wasser
- Projekthaus Produktion für das Bauen von morgen
- TESA – Technikbasierte Energiesystemanalyse
- Virtual Project House for Gender and Diversity in SET – Science, Engineering and Technology

### Profilbereiche

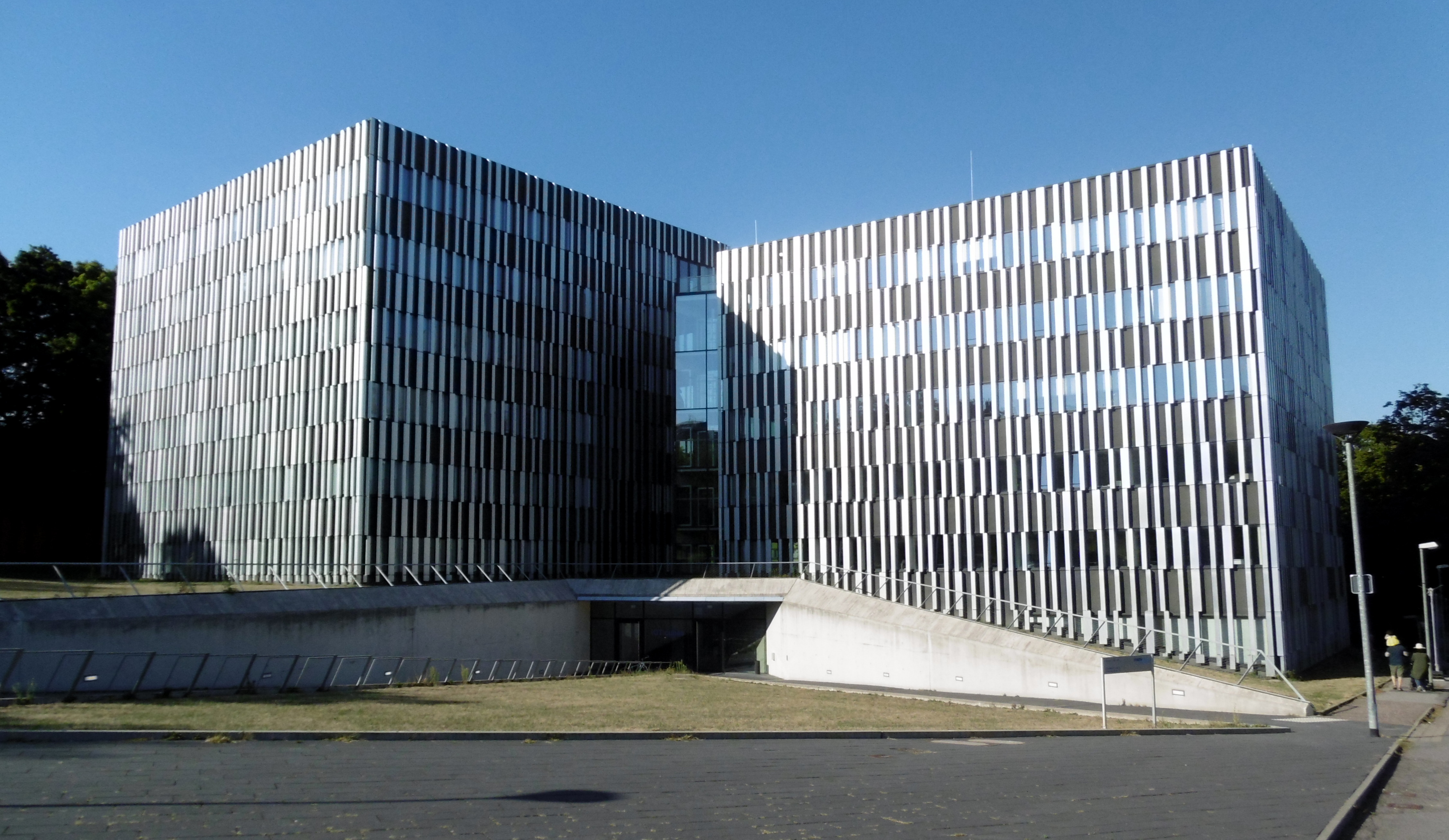
ICT-Cubes

- ICPE – Energy, Chemical & Process Engineering
- ICT – Information & Communication Technology
- MatSE – Materials Science & Engineering
- MedST – Medical Science & Technology
- MSE – Molecular Science & Engineering
- MSS – Modeling & Simulation Sciences (vormals CompSE / Jara CSD)
- MTE – Mobility & Transport Engineering
- ProdE – Production Engineering

### JARA – Combined Expertise: Die Jülich Aachen Research Alliance
- JARA-BRAIN – Translational Brain Medicine
- JARA-ENERGY – Sustainable Energy Supply
- JARA-FAME – Nuclear and Particle Physics
- JARA-FIT – Fundamentals of Future Information Technology
- JARA-SOFT – Erforschung Weicher Materie
- JARA-CSD – Center for Simulation and Data Science (ehemals JARA-HPC)

### Externe Forschungseinrichtungen auf dem Campus

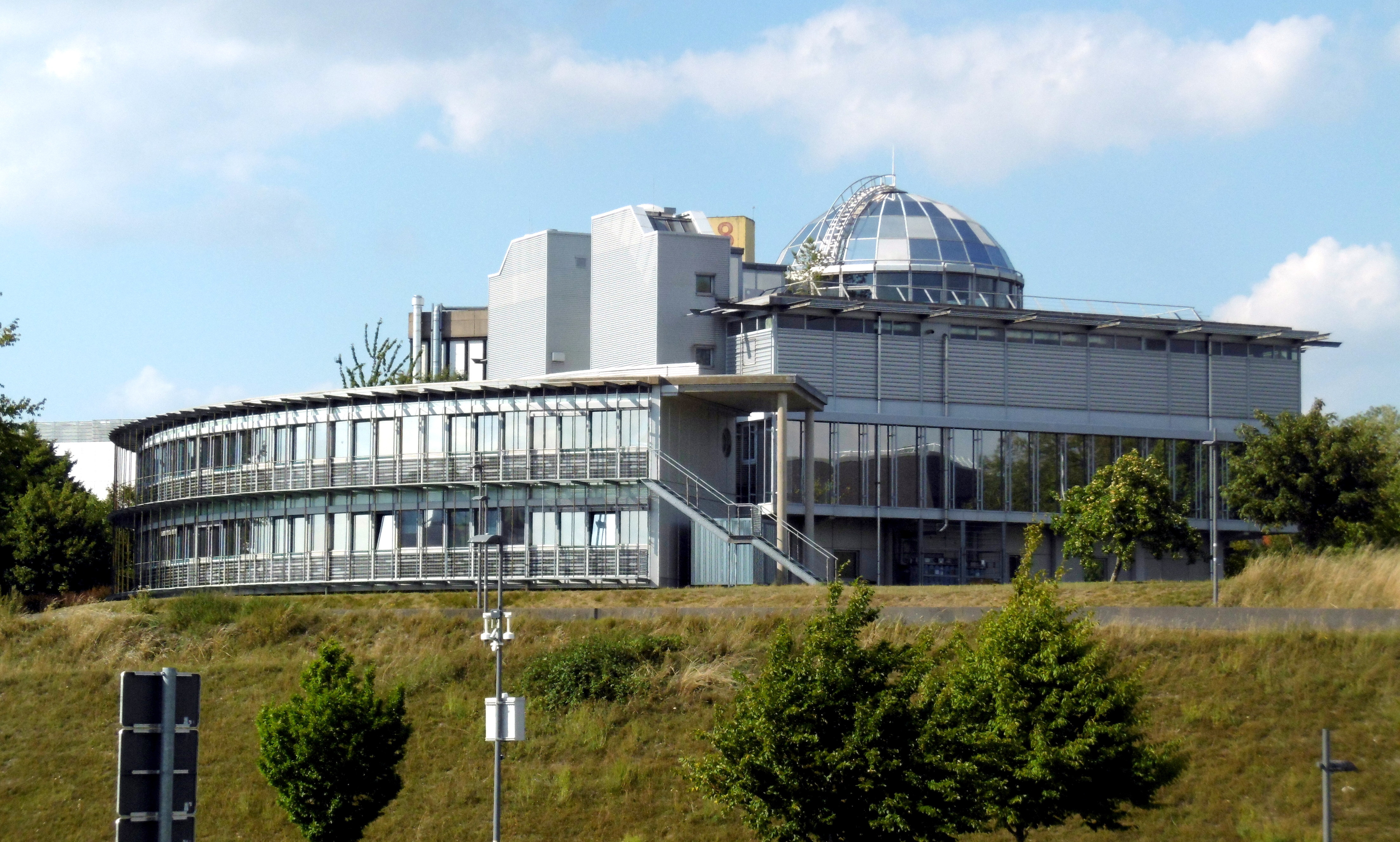
AMICA

- AMICA –Gesellschaft für angewandte Mikro- und Optoelektronik mbH, Advanced Microelectronic Center Aachen
- FKA –Forschungsgesellschaft Kraftfahrwesen mbH Aachen

### (Virtuelle) Institute mit RWTH-Beteiligungen
in Kooperation mit Forschungseinrichtungen der Helmholtz-Gemeinschaft:
- Ernst Ruska-Centrum für Mikroskopie und Spektroskopie mit Elektronen
- Virtuelles Institut für Biohybridtechnologie (IBHT)
- Virtuelles Institut Flughafenplanung und -management
- Virtuelles Institut für Funktionale Molekülsysteme für die Informationstechnologie (IFMIT)
- Virtual Institute High-Productivity Supercomputing (VI-HPS)
- Virtuelles Institut für Spinelektronik (VISel)
- Virtuelles Institut für virtuelles Materialdesign

## Studienbeiträge

### Studiengebühren
Die RWTH Aachen ist eine Hochschule des Bundeslandes Nordrhein-Westfalen. Am 21. März 2006 beschloss der nordrhein-westfälische Landtag unter der Bezeichnung „HFGG – Gesetz zur Sicherung der Finanzierungsgerechtigkeit im Hochschulwesen“ die gesetzliche Grundlage für die Erhebung allgemeiner Studienbeiträge. Es stand den Hochschulen frei zu entscheiden, ob und in welcher Höhe sie Studienbeiträge erhoben. Der Maximalbetrag war auf 500 Euro pro Semester begrenzt.
Der Senat der RWTH hatte am 19. Juni 2006 eine entsprechende Beitragssatzung beschlossen. Seit dem Wintersemester 2006/07 mussten alle Erstsemester und seit dem Sommersemester 2007 sämtliche Studierende Studienbeiträge in der maximal erlaubten Höhe von 500 Euro zahlen. Die allgemeinen Studienbeiträge ersetzten das Studienkontenmodell.
Die Studiengebühren waren ausschließlich für die Verbesserung der Lehre und Studienbedingungen einzusetzen. 50 % der eingenommenen Studiengebühren gingen direkt an die Fakultäten, die sie für eigenverantwortliche Initiativen einsetzen konnten, weitere 25 % wurden antragsbezogen an die Fakultäten verteilt und 25 % gingen zentral an die Hochschule für übergeordnete Maßnahmen. Die zweckmäßige und transparente Verwendung der Studiengebühren wurde von einem Prüfgremium, an dem auch Studenten beteiligt waren und mitwirken konnten, überwacht.
Im Zuge der rot-grünen Minderheitsregierung in NRW wurden die Studiengebühren zum Wintersemester 2011/12 wieder abgeschafft. Das Land NRW ersetzt dabei 19 Millionen € der ehemals 22 Millionen € Einnahmen aus den Studiengebühren durch den Landeshaushalt.

### Studierendenschafts- und Sozialbeitrag
Der pro Semester zu zahlende Studierendenschafts- und Sozialbeitrag (Semesterbeitrag) beträgt im Sommersemester 2024 303,49 €. Der Beitrag setzt sich zusammen aus dem Sozialbeitrag zum Studentenwerk (108 €), dem Studierendenschaftsbeitrag (13,18 €) und dem Mobilitätsbeitrag (182,31 €). Mit letzterem wird das Semesterticket bezahlt. Enthalten sind 176,40 € für das Deutschlandsemesterticket und 5,91 € an die Arriva für die Erweiterung auf die niederländische Provinz Süd-Limburg. Der Preis des Deutschlandsemesterticket ist an 60 % des Preises des Deutschlandtickets gebunden.

## Studentenleben

### Studierendenparlament
Das Studierendenparlament ist das oberste beschlussfassende Organ aller immatrikulierten Studierenden an der RWTH Aachen.

Zusammensetzung des Studierendenparlaments gemäß den Wahlergebnissen:
| Hochschulpolitische Gruppe                                                                               | Sitze 2025 | Sitze 2024 | Sitze 2023 | Sitze 2022 | Sitze 2021 | Sitze 2019 | Sitze 2018 | Sitze 2017 | Sitze 2016 | Sitze 2015 | Sitze 2014 | Sitze 2013 | Sitze 2012 | Sitze 2011 | Sitze 2010 | Sitze 2009 | Sitze 2008 | Sitze 2007 | Sitze 2006 | Sitze 2005 | Sitze 2004 | Sitze 2003 |
| --- | ---------- | ---------- | ---------- | ---------- | ---------- | ---------- | ---------- | ---------- | ---------- | ---------- | ---------- | ---------- | ---------- | ---------- | ---------- | ---------- | ---------- | ---------- | ---------- | ---------- | ---------- | ---------- |
| Grüne Hochschulgruppe (GHG)                                                                              | 11         | 15         | 11         | 12         | 9          | 11         | 11         | 10         | 9          | 3          | 3          | 4          | 3          | 3          | 4          | 3          | 3          | 3          | 3          | n. a.      | 6          | 7          |
| Liste der Funktionalen (FUNK)                                                                            | 7          | 1          | n. a.      | n. a.      | n. a.      | n. a.      | n. a.      | n. a.      | n. a.      | n. a.      | n. a.      | n. a.      | n. a.      | n. a.      | n. a.      | n. a.      | n. a.      | n. a.      | n. a.      | n. a.      | n. a.      | n. a.      |
| Allgemeine Fachschaftsliste (AlFa)                                                                       | 6          | 8          | 9          | 9          | 12         | 14         | 13         | 12         | 13         | 16         | 14         | 16         | 15         | 12         | 13         | 10         | 6          | 5          | 2          | 10         | 11         | 14         |
| Sozialistisch-demokratischer Studierendenverband (Die Linke.SDS)                                         | 6          | 4          | 3          | 3          | 3          | 2          | 1          | 2          | 2          | 2          | n. a.      | n. a.      | n. a.      | 1          | n. a.      | n. a.      | n. a.      | n. a.      | 2          | n. a.      | n. a.      | n. a.      |
| Ring Christlich-Demokratischer Studenten (RCDS)                                                          | 3          | 3          | 4          | 3          | 3          | 3          | 4          | 5          | 6          | 8          | 9          | 9          | 7          | 5          | 3          | 4          | 7          | 8          | 5          | 3          | 2          | 3          |
| Juso-Hochschulgruppe Aachen                                                                              | 3          | 3          | 3          | 2          | 2          | 4          | 4          | 3          | 4          | 5          | 8          | 6          | 5          | 5          | 4          | 5          | 4          | 4          | 4          | 3          | 3          | 3          |
| Liberale Hochschulgruppe (LHG)                                                                           | 2          | 2          | 4          | 5          | 4          | 5          | 5          | 5          | 5          | 3          | 3          | 2          | 2          | 3          | 5          | 5          | 8          | 8          | 7          | 7          | 4          | n. a.      |
| Volt 伏特 - die Pommes Mafia und Piraten - Alemannia Fans - Karpfenkommando - Männer, lol (Volt)         | 1          | 3          | 2          | 1          | 1          | n. a.      | n. a.      | n. a.      | n. a.      | n. a.      | n. a.      | n. a.      | n. a.      | n. a.      | n. a.      | n. a.      | n. a.      | n. a.      | n. a.      | n. a.      | n. a.      | n. a.      |
| Volt Hochschulgruppe Aachen (Volt)                                                                       | 1          | n. a.      | n. a.      | n. a.      | 3          | n. a.      | n. a.      | n. a.      | n. a.      | n. a.      | n. a.      | n. a.      | n. a.      | n. a.      | n. a.      | n. a.      | n. a.      | n. a.      | n. a.      | n. a.      | n. a.      | n. a.      |
| Die Liste für Immatrikulation, Studium, Täuschungsversuch und anschließender Exmatrikulation (Die LISTE) | 1          | 1          | 1          | 1          | 1          | 1          | 1          | n. a.      | n. a.      | n. a.      | n. a.      | n. a.      | n. a.      | n. a.      | n. a.      | n. a.      | n. a.      | n. a.      | n. a.      | 1          | n. a.      | n. a.      |
| STUDIUM                                                                                                  | n. a.      | n. a.      | n. a.      | n. a.      | n. a.      | n. a.      | n. a.      | 1          | 2          | 2          | 4          | 4          | 5          | 8          | 9          | 9          | 10         | 6          | 7          | 8          | 6          | n. a.      |
| Muslimischer Studierenden- und Akademikerbund (MUSAB)                                                    | n. a.      | n. a.      | n. a.      | n. a.      | n. a.      | n. a.      | n. a.      | n. a.      | n. a.      | 2          | n. a.      | n. a.      | n. a.      | n.a.       | n. a.      | n. a.      | n. a.      | n. a.      | n. a.      | n. a.      | n. a.      | n. a.      |
| Linke Liste (LiLi)                                                                                       | n. a.      | n. a.      | n. a.      | n. a.      | n. a.      | n. a.      | n. a.      | n. a.      | n. a.      | n. a.      | n. a.      | n. a.      | n. a.      | n. a.      | 1          | 1          | 1          | 2          | 2          | 4          | 1          | 2          |
| Initiative für Aachen (IFA)                                                                              | n. a.      | n. a.      | n. a.      | n. a.      | n. a.      | n. a.      | n. a.      | n. a.      | n. a.      | n. a.      | n. a.      | n. a.      | n. a.      | n. a.      | n. a.      | n. a.      | n. a.      | n. a.      | 2          | n. a.      | n. a.      | n. a.      |
| Allgemeine Fachschaftsliste - AStA 2006 (AlFa-AStA 2006)                                                 | n. a.      | n. a.      | n. a.      | n. a.      | n. a.      | n. a.      | n. a.      | n. a.      | n. a.      | n. a.      | n. a.      | n. a.      | n. a.      | n. a.      | n. a.      | n. a.      | n. a.      | n. a.      | 1          | n. a.      | n. a.      | n. a.      |
| Demokratisch Konservative Liste (DKL)                                                                    | n. a.      | n. a.      | n. a.      | n. a.      | n. a.      | n. a.      | n. a.      | n. a.      | n. a.      | n. a.      | n. a.      | n. a.      | n. a.      | n. a.      | n. a.      | n. a.      | n. a.      | n. a.      | n. a.      | n. a.      | 2          | 5          |
| Christliche Studierenden Union (CSU)                                                                     | n. a.      | n. a.      | n. a.      | n. a.      | n. a.      | n. a.      | n. a.      | n. a.      | n. a.      | n. a.      | n. a.      | n. a.      | n. a.      | n. a.      | n. a.      | n. a.      | n. a.      | n. a.      | n. a.      | n. a.      | 1          | 2          |
| TE[tri]s                                                                                                 | n. a.      | n. a.      | n. a.      | n. a.      | n. a.      | n. a.      | n. a.      | n. a.      | n. a.      | n. a.      | n. a.      | n. a.      | n. a.      | n. a.      | n. a.      | n. a.      | n. a.      | n. a.      | n. a.      | n. a.      | 1          | n. a.      |
| Interculture Aachen                                                                                      | n. a.      | n. a.      | n. a.      | n. a.      | n. a.      | n. a.      | n. a.      | n. a.      | n. a.      | n. a.      | n. a.      | n. a.      | n. a.      | n. a.      | 1          | n. a.      | n. a.      | n. a.      | n. a.      | n. a.      | n. a.      | n. a.      |
| Studiengebühren abschaffen!                                                                              | n. a.      | n. a.      | n. a.      | n. a.      | n. a.      | n. a.      | n. a.      | n. a.      | n. a.      | n. a.      | n. a.      | n. a.      | n. a.      | n. a.      | 1          | n. a.      | n. a.      | n. a.      | n. a.      | n. a.      | n. a.      | n. a.      |
| Internationale Liste (IL)                                                                                | n. a.      | n. a.      | n. a.      | n. a.      | n. a.      | n. a.      | n. a.      | 1          | n. a.      | n. a.      | n. a.      | n. a.      | n. a.      | n. a.      | n. a.      | 1          | 1          | 2          | 1          | n. a.      | n. a.      | n. a.      |
| Asia Connection (AC)                                                                                     | n. a.      | n. a.      | n. a.      | n. a.      | n. a.      | n. a.      | n. a.      | n. a.      | n. a.      | n. a.      | n. a.      | n. a.      | n. a.      | n. a.      | n. a.      | 2          | n. a.      | n. a.      | n. a.      | n. a.      | n. a.      | n. a.      |
| Knallhart, neu und tierlieb (KNUT)                                                                       | n. a.      | n. a.      | n. a.      | n. a.      | n. a.      | n. a.      | n. a.      | n. a.      | n. a.      | n. a.      | n. a.      | n. a.      | n. a.      | n. a.      | n. a.      | 1          | n. a.      | 1          | n. a.      | n. a.      | n. a.      | n. a.      |
| Ärgernis Linie 33                                                                                        | n. a.      | n. a.      | n. a.      | n. a.      | n. a.      | n. a.      | n. a.      | n. a.      | n. a.      | n. a.      | n. a.      | n. a.      | n. a.      | n. a.      | n. a.      | n. a.      | 1          | n. a.      | n. a.      | n. a.      | n. a.      | n. a.      |
| Chili – die schärfste Hochschulgruppe                                                                    | n. a.      | n. a.      | n. a.      | n. a.      | n. a.      | n. a.      | n. a.      | n. a.      | n. a.      | n. a.      | n. a.      | n. a.      | n. a.      | n. a.      | n. a.      | n. a.      | n. a.      | 2          | 5          | 5          | 4          | 5          |
| Raus in die Welt (WELT)                                                                                  | n. a.      | n. a.      | n. a.      | n. a.      | n. a.      | n. a.      | n. a.      | n. a.      | n. a.      | n. a.      | n. a.      | n. a.      | 2          | 2          | n. a.      | n. a.      | n. a.      | n. a.      | n. a.      | n. a.      | n. a.      | n. a.      |
| Unabhängige Liste (ULi)                                                                                  | n. a.      | n. a.      | n. a.      | n. a.      | n. a.      | n. a.      | n. a.      | n. a.      | n. a.      | n. a.      | n. a.      | n. a.      | n. a.      | 1          | n. a.      | n. a.      | n. a.      | n. a.      | n. a.      | n. a.      | n. a.      | n. a.      |
| Liste für Alle (LifA)                                                                                    | n. a.      | n. a.      | n. a.      | n. a.      | n. a.      | n. a.      | n. a.      | n. a.      | n. a.      | n. a.      | n. a.      | n. a.      | n. a.      | 1          | n. a.      | n. a.      | n. a.      | n. a.      | n. a.      | n. a.      | n. a.      | n. a.      |
| Liste für Integration, Seeanbindung, Teleportation und Exzellenz (LISTE)                                 | n. a.      | n. a.      | n. a.      | n. a.      | n. a.      | n. a.      | n. a.      | n. a.      | n. a.      | n. a.      | n. a.      | n. a.      | 2          | n. a.      | n. a.      | n. a.      | n. a.      | n. a.      | n. a.      | n. a.      | n. a.      | n. a.      |
| Liste Zufälliger Studierender (LZS)                                                                      | n. a.      | n. a.      | n. a.      | n. a.      | n. a.      | n. a.      | 2          | 2          | n. a.      | n. a.      | n. a.      | n. a.      | n. a.      | n. a.      | n. a.      | n. a.      | n. a.      | n. a.      | n. a.      | n. a.      | n. a.      | n. a.      |
| CARNOT – Besser geht's nicht! (CARNOT)                                                                   | n. a.      | n. a.      | n. a.      | n. a.      | n. a.      | 1          | n. a.      | n. a.      | n. a.      | n. a.      | n. a.      | n. a.      | n. a.      | n. a.      | n. a.      | n. a.      | n. a.      | n. a.      | n. a.      | n. a.      | n. a.      | n. a.      |
| Campus for Future                                                                                        | n. a.      | n. a.      | 4          | 5          | 3          | n. a.      | n. a.      | n. a.      | n. a.      | n. a.      | n. a.      | n. a.      | n. a.      | n. a.      | n. a.      | n. a.      | n. a.      | n. a.      | n. a.      | n. a.      | n. a.      | n. a.      |
| gesamt                                                                                                   |            | 41         | 41         | 41         | 41         | 41         | 41         | 41         | 41         | 41         | 41         | 41         | 41         | 41         | 41         | 41         | 41         | 41         | 41         | 41         | 41         | 41         |
| Wahlbeteiligung                                                                                          |            | 18,03 %    | 10,04 %    | 9,1 %      | 14,6 %     | 16,59 %    | 16,75 %    | 18,13 %    | 15,28 %    | 13,4 %     | 14,4 %     | 14,8 %     | 14,35 %    | 17,9 %     | 22,0 %     | 26,79 %    | 34,58 %    | 19,53 %    |            | 15,03 %    | 13,04 %    | 10,8 %     |

n. a. bedeutet, dass die entsprechende Liste in dieser Wahlperiode nicht angetreten ist.

### Fachschaften
Gegenwärtig existieren an der RWTH folgende 18 Fachschaften:
| Kürzel | Name                                       |
| ------ | ------------------------------------------ |
| 1/1    | Mathematik, Physik, Informatik             |
| 1/2    | Chemie                                     |
| 1/3    | Biowissenschaften                          |
| 2      | Architektur                                |
| 3      | Bauingenieurwesen                          |
| 4      | Maschinenbau                               |
| 5/1    | Bergbau, Energie und Recycling             |
| 5/2    | Materialwissenschaft und Werkstofftechnik  |
| 5/3    | Geowissenschaften und Ressourcenmanagement |
| 5/4    | Geographie und Wirtschaftsgeographie       |
| 6      | Elektrotechnik und Informationstechnik     |
| 7/1    | Philosophie                                |
| 7/2    | Lehramt                                    |
| 7/3    | Kommunikationswissenschaft & Psychologie   |
| 8      | Wirtschaftswissenschaften                  |
| 10/1   | Medizin                                    |
| 10/2   | Zahnmedizin                                |
| 10/3   | Logopädie                                  |

Eine Fachschaft 9 gibt es nicht mehr, da der entsprechende Fachbereich, die Pädagogische Fakultät, den Lehrbetrieb eingestellt hat. Lehramts-Studierende organisieren sich nun in der Fachschaft 7/2.

### Sportreferat an den Aachener Hochschulen
Das Sportreferat an den Aachener Hochschulen, die studentische Vertretung im Hochschulsport ist kein Referat des AStA. Es gibt auf der sportlichen Ebene eine Zusammenarbeit zwischen der FH Aachen und der RWTH Aachen. Das Sportreferat kümmert sich sowohl um die Belange der Studierenden im Hochschulsport als auch um Wettkämpfe und Eventmanagement im Hochschulsport.
Es wird ein breites Programm verschiedener Sportarten angeboten und mehrere Sportstätten angeboten. So gibt es am zentralen Standort Königshügel mehrere Sport- und Gymnastikhallen, ein Fitnesscenter, Sportplätze, Tennisplätze, Volleyballplätze, eine Finnbahn und eine Sauna. Daneben gibt es weitere Sportstätten, zum Beispiel im Informatikzentrum (ehemalige Pädagogische Hochschule) an der Ahornstraße, wo sich eine Sporthalle, ein Gymnastikraum und ein Schwimmbad befinden.
Außerdem betreibt die Hochschule das Wassersportgelände Wildenhof in der Eifel.

### Studentische Gruppierungen

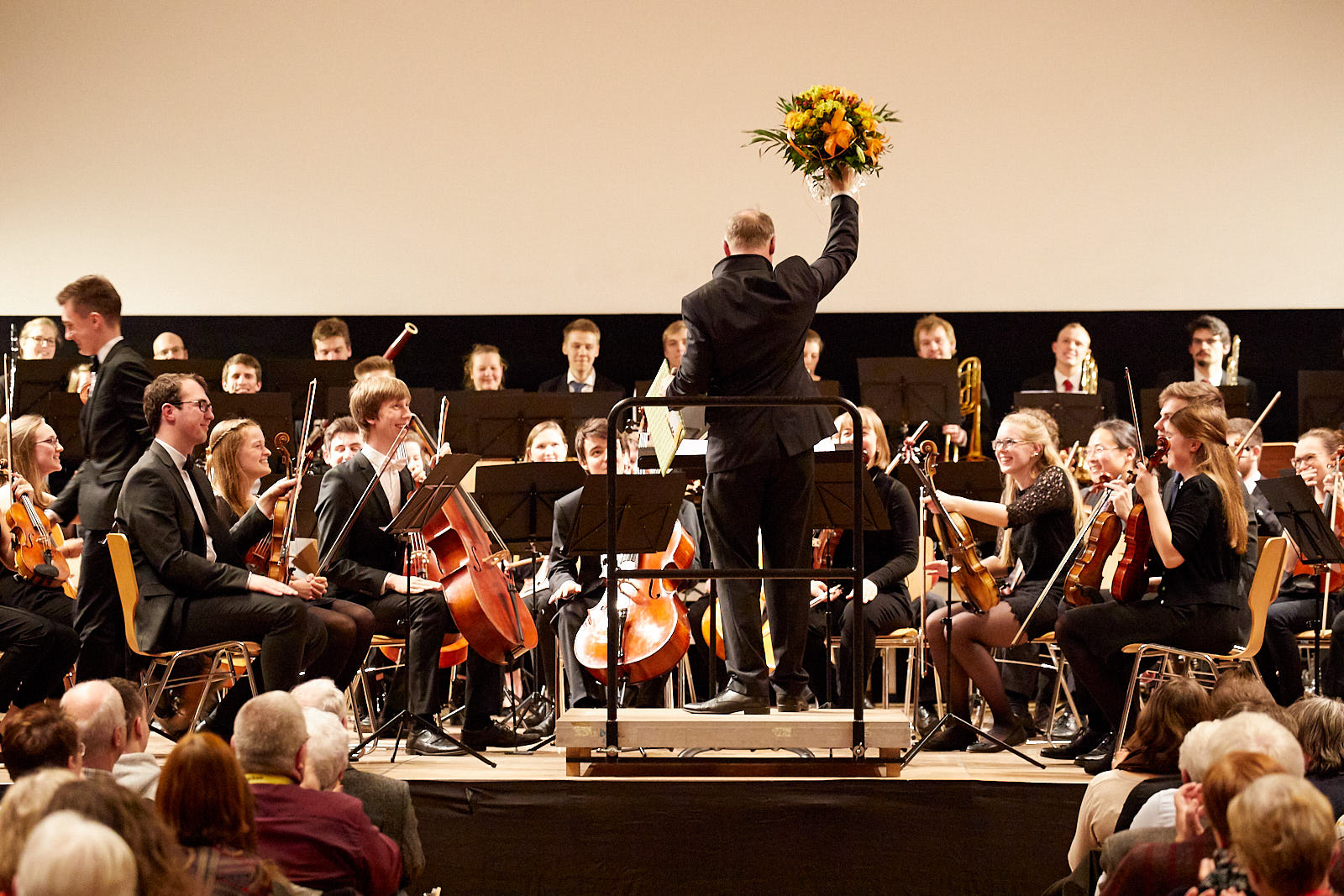
Aachener Studentenorchester 2019

Es gibt an der RWTH Aachen mehrere studentische Gruppierungen mit mehr oder weniger festen Reglementierungen, in denen sich Studierende mit ähnlichen Interessen treffen können. Teilweise gibt es auch Kooperationen mit der Fachhochschule Aachen. In einigen Gruppierungen sind auch ehemalige Studierende, Dozenten und Hochschulmitarbeiter willkommen. Beispiele sind:
| - Collegium Musicum der RWTH Aachen (Hochschulchor und Orchester) - Aachener Studentenorchester e. V. - Bigband der RWTH Aachen - INCAS (Interkulturelles Centrum Aachener Studierender; mit dem Ziel, den Kontakt und den kulturellen Austausch unter den Studierenden verschiedener Herkunft zu fördern) - Studentenzeitung „Kármán“ - Hochschulradio Aachen e. V. - Filmstudio an der RWTH Aachen e. V. - Asta-Kino - Aachen Investment Club e. V. - Poetischer Anfall (Theatergruppe der RWTH Aachen) - Actor’s Nausea (Theatergruppe des Fachbereichs Anglistik) - Herencia Latina (Lateinamerikanische Tanzgruppe) - Schachclub - Debattierclub Aachen - Studiwerkstatt Aachen - Computerclub an der RWTH Aachen e. V. | - Roboterclub der RWTH Aachen - Akademischer Yachtclub - Akademischer Segelverein - Fliegergruppe an der RWTH Aachen - Queer-Referat (Vereinigung schwuler, lesbischer, bisexueller und transsexueller Studierender) - SKY Campus Aachen - ADDI (Aachen Drone Development Initiative) - Autak - Ecogenium - Flugwissenschaftliche Vereinigung Aachen (FVA) - Ecurie Aix - Team Sonnenwagen Aachen - Team Tachyon e. V. - Space Team Aachen e. V. - TechAachen e. V. - iGEM Aachen |

Keine Hochschulgruppierung, aber mit vielen Mitgliedern der RWTH:
- Freie Maker Aachen-Lemiers[160]

### Studentenverbindungen
In Aachen sind über 35 Studentenverbindungen ansässig; davon sind 4 gemischte Verbindungen und 1 Damenverbindung.

## Gleichstellungsbeauftragte der RWTH Aachen
1981 wurde auf einer Frauenvollversammlung der RWTH Aachen die Gründung eines autonomen Frauenprojekts beschlossen und zudem erstmals offiziell die Forderung nach der Einrichtung einer sogenannten „Frauenreferentin“ artikuliert. Dennoch dauerte es bis 1991, bevor das Amt der Frauenbeauftragten an der RWTH Aachen eingeführt und Brigitte Gilles zur ersten Frauenbeauftragten der Hochschule gewählt wurde. Nach deren Emeritierung im Jahr 1994 übernahm Marlies Diepelt dieses Ehrenamt, gefolgt von Doris Klee ab 2010 sowie von Ulrike Brands-Proharam Gonzales seit 2011. Mit dem Inkrafttreten des Landesgleichstellungsgesetzes im Jahr 2014 wurde diese ehrenamtliche Tätigkeit in „Gleichstellungsbeauftragte“ umbenannt.
Während es sich anfangs noch um reine Frauenthemen wie Förderung der Frauen in naturwissenschaftlichen Themen sowie die Verbesserung der Kinderbetreuung und die Möglichkeit von Teilzeitbeschäftigung für Frauen an der Hochschule handelte, kamen später im Rahmen des Gender-Mainstreamings die Gleichstellung von Frauen und Männern beim Abbau bestehender Benachteiligungen sowie Verbesserungen der Vereinbarkeit von Beruf und Familie hinzu.
Die RWTH Aachen fördert diese Projekte durch die Vergabe des Frauenförderpreises, der seit dem Jahr 2000 jährlich in zwei Kategorien verliehen wird und seit 2008 in Gedenken an die erste Frauenbeauftragte in Brigitte-Gilles-Preis umbenannt wurde.

## Antisemitismusbeauftragter der RWTH Aachen
2024 wurde Dominik Groß zum Rektoratsbeauftragten gegen Antisemitismus der RWTH Aachen durch den Rektor Ulrich Rüdiger berufen. Seine Aufgabe ist es, die Universitätsangehörigen dafür zu sensibilisieren, wie sich Antisemitismus äußert und wie sie ihn erkennen können. Darüber hinaus wird er ein Klima des gegenseitigen Respekts und der Akzeptanz fördern – beispielsweise durch entsprechende Präventionsmaßnahmen und die Schaffung nachhaltiger Strukturen gegen Antisemitismus jeglicher Art.

## Zentrale Studienberatung
Die Zentrale Studienberatung der RWTH Aachen wurde im September 1972 gegründet und ist erste Anlaufstelle für alle Studieninteressierten, für Schülerinnen und Schüler, für Studierende, aber auch für Eltern, Lehrkräfte und Angehörige. Das multiprofessionelle Team leistet vielfältige Beratungsarbeit zur Studienorientierung und -entscheidung, bei Studienzweifeln und Studienschwierigkeiten, bei Lernproblemen, aber auch bei persönlichen Krisen und Belastungen. Kernaufgabe ist die individuelle, neutrale und vertrauliche Einzelberatung der Ratsuchenden. Darüber hinaus werden zahlreiche Vorträge, Trainings und Workshops angeboten, große Veranstaltungen geplant und umgesetzt sowie wichtige hochschulinterne und -externe Netzwerke koordiniert. Die Aufgabenvielfalt hat kontinuierlich zugenommen. Im Talentscouting werden Schülerinnen und Schüler aus Familien ohne akademischen Erfahrung in ihrem Entscheidungsprozess begleitet und gestärkt. Im Landesprogramm NRW-Talente werden Förderungsstipendien an leistungsstarke Jugendliche vergeben, deren Eltern nicht studiert haben. Darüber hinaus unterstützt das Team im Inklusionsprojekt WieLaS Studierende der RWTH, die aus Krankheitsgründen ihr Studium unterbrechen mussten, durch ein intensives Coaching bei der Bewältigung des Wiedereinstiegs ins Studium.

## Bekannte Absolventen und Dozenten
Einige bekannte und bedeutende Personen studierten oder arbeiteten als Dozent an der RWTH Aachen. Darunter sind fünf Nobelpreisträger und herausragende Wissenschaftler auf dem Gebiet der Natur- und Ingenieurwissenschaften sowie mehrere Vorstandsmitglieder namhafter Industrieunternehmen.

## Alumni-Vereinigungen
- Alumni-Referat der RWTH

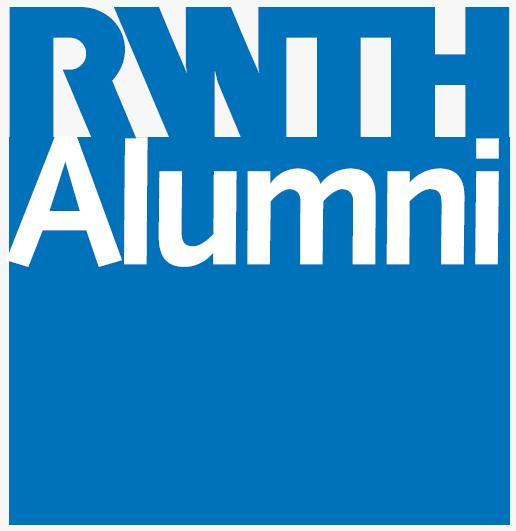
Logo der Alumni

- North American Alumni Association: Im Mai 2006 unterzeichneten Burkhart Rauhut sowie der Präsident der neuen Vereinigung, Laszlo Baksay, die Gründungsurkunde der Association of Alumni, Friends and Supporters of RWTH Aachen University in North-America. Seitdem widmet sich die Vereinigung der Vermittlung von Praktikums- und Arbeitsplätzen sowie der Organisation von Alumni-Treffen in Kanada, den USA und Mexiko.

## Regelmäßige Veranstaltungen
Jährlich finden unter anderem folgende Infoveranstaltungen für Studieninteressierte an der RWTH Aachen statt:
- Studieninformationstag (ehemals Beratungstage: für Schülerinnen und Schüler der Oberstufe und andere Studieninteressierte) (jeweils im Januar/Februar vor den Halbjahreszeugnissen)
- Schüler*innenuni (in verschiedenen Fächern, jeweils in den NRW-Sommerferien)
- Hospitationswoche (in verschiedenen Fächern, immer im November)

Für interessierte Bürger veranstaltet die RWTH Aachen jährlich folgende Veranstaltungen:
- RWTH-Wissenschaftsnacht 5 vor 12 – Wissenschaft in ungewöhnlicher Form zu ungewöhnlicher Zeit (Vorträge, Vorführungen, Ausstellungen, Experimente u. ä.; jeweils am Abend des 2. Freitags im November)
- RWTHextern (Organisation von Vortragsreihen, Führungen etc.)
- Kinder-Uni (Vorlesungsreihe speziell für Grundschüler)

Weitere regelmäßige Veranstaltungen:
- Aachener Ingenieurpreis
- Aachener Tagung Identität der Architektur[166]
- Graduiertenfest
- Der Karlspreisträger an der RWTH Aachen
- Die bonding Firmenkontaktmesse Aachen – jährlich organisierte (Karriere-)Messe seit 1987 und mit über 5.000 Studenten pro Tag.
- Die Feuerzangenbowle – Jeweils Mitte November veranstaltet das Filmstudio an der RWTH Aachen e. V. mehrere Filmvorführungen der Feuerzangenbowle, nicht nur für Studenten und mit insgesamt ca. 6000 Zuschauern in verschiedenen Sälen in der RWTH. An diesem Tag gibt es diverse öffentliche und private Feste, auf denen Feuerzangenbowle serviert wird.
- Galaball der RWTH Aachen – Tanzveranstaltung im Eurogress
- Hochschulsportshow
- Sports Day – Infotag für das Sportangebot des Hochschulsports[167]
- Eishockey-Uni-Cup – Turnier der Fachschaften Maschinenbau, Elektrotechnik und Medizin (seit 1988)
- Überregionale Bekanntheit hat auch der jährliche Lousberglauf, der auf einer Strecke von ca. 5555 m einmal um den Lousberg herumführt.

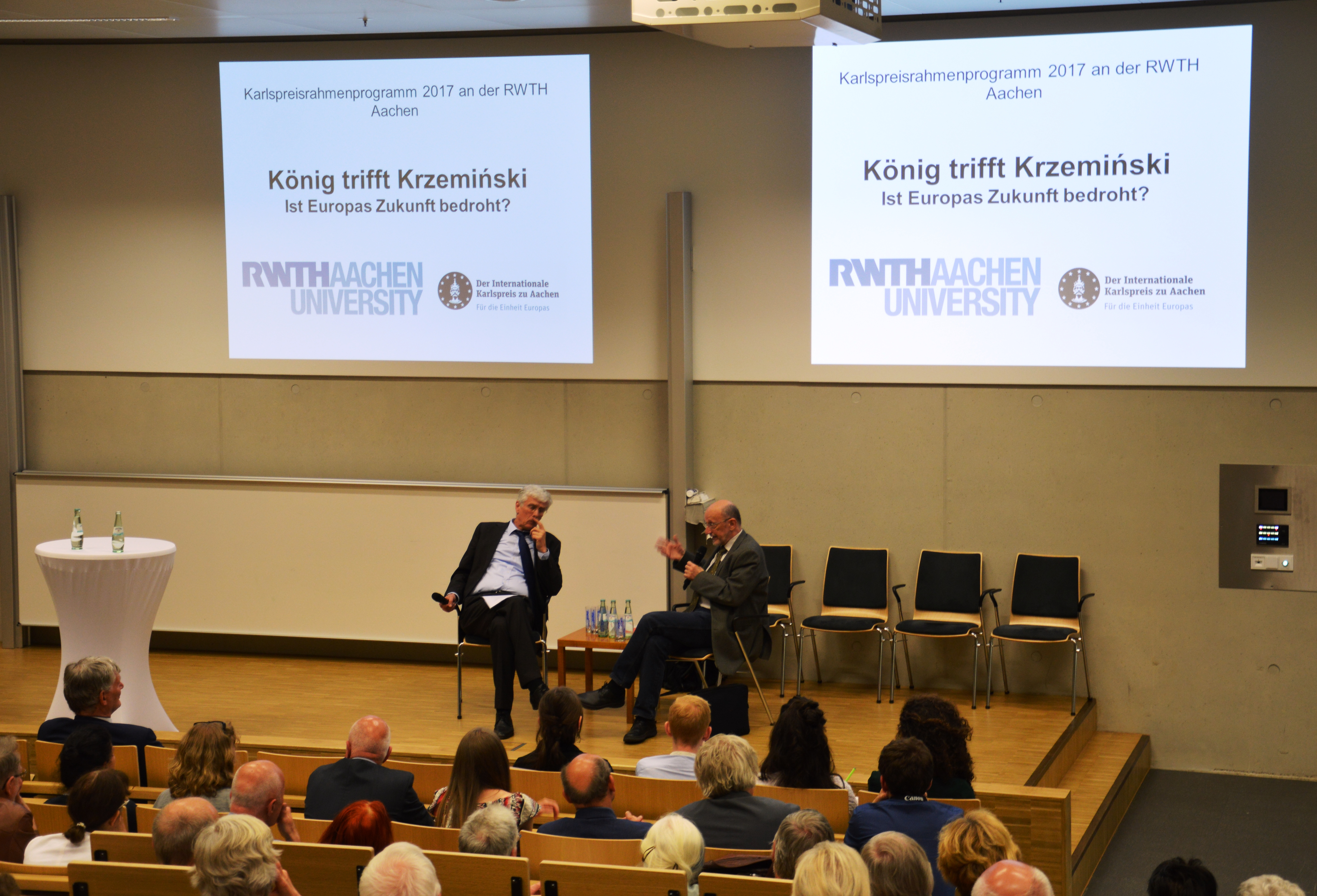
Karlspreis-Symposium
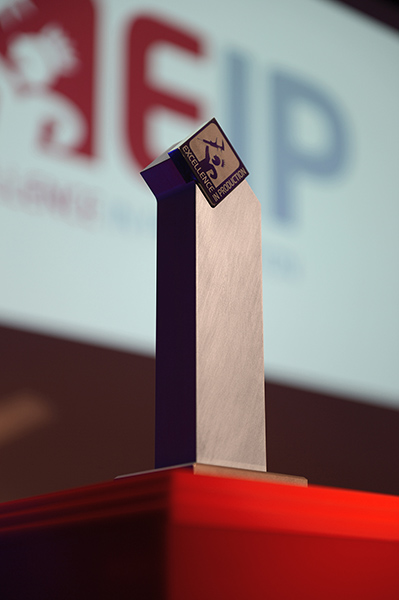
Preis Werkzeugbau des Jahres
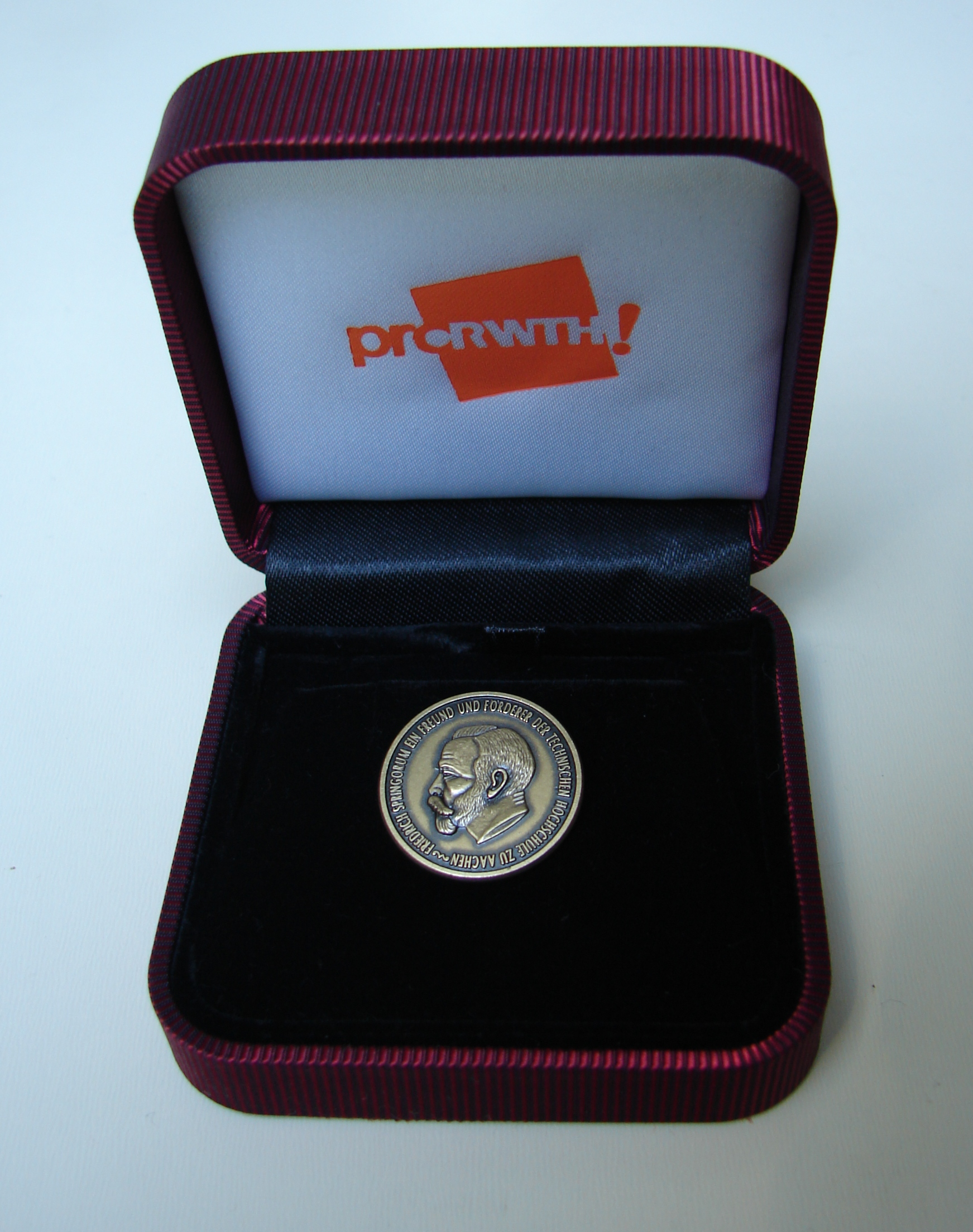
Springorum-Denkmünze
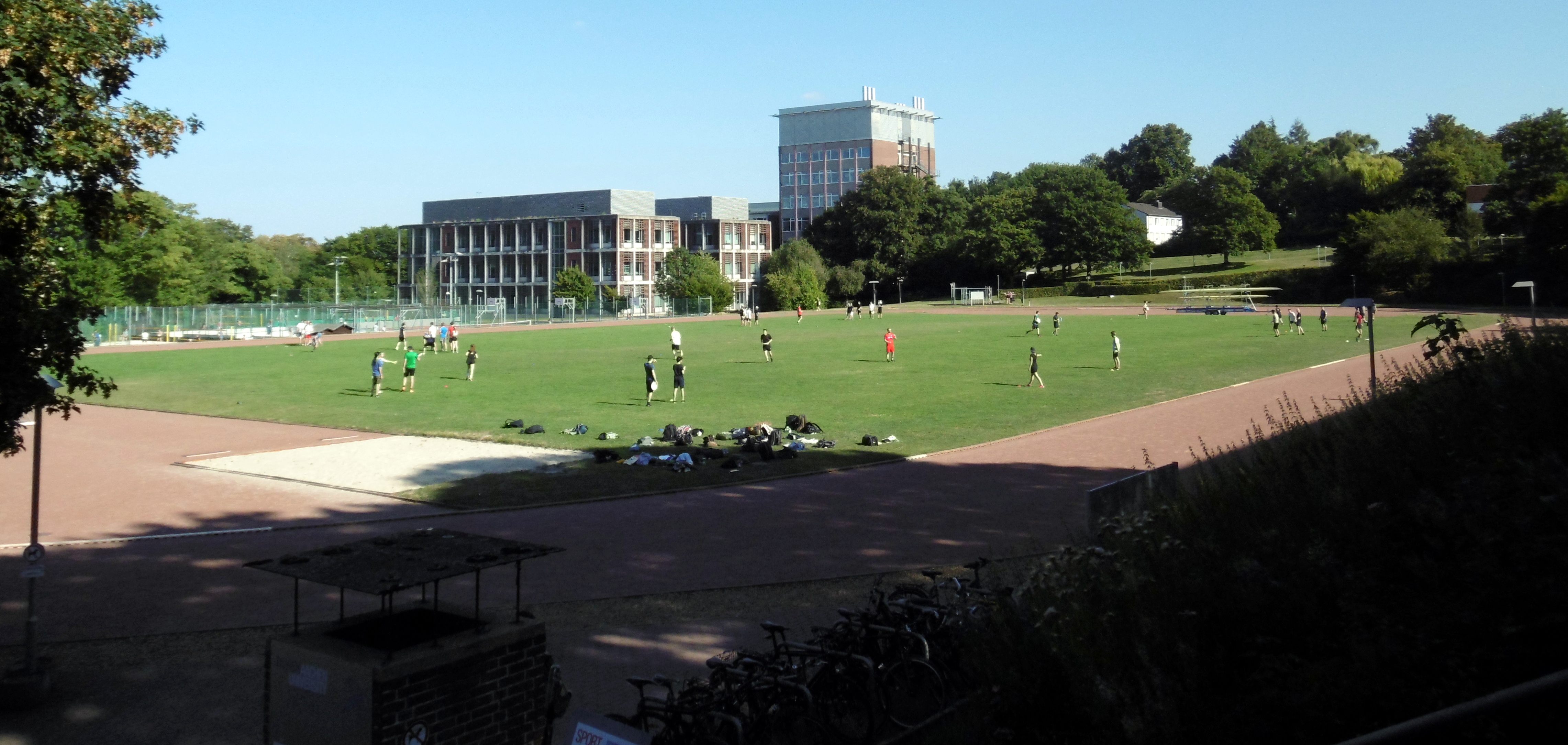
Sportanlage Königshügel
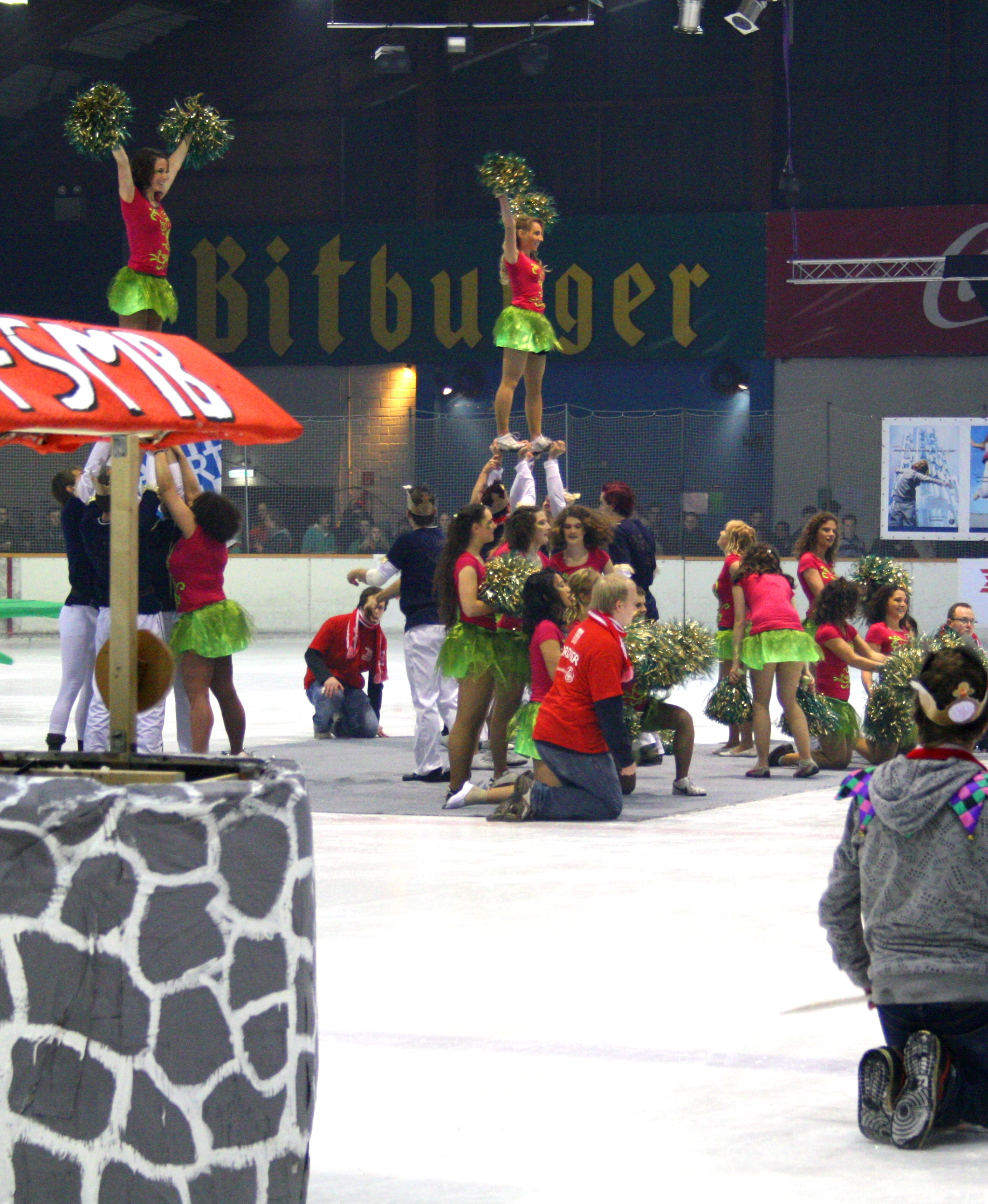
Unicup
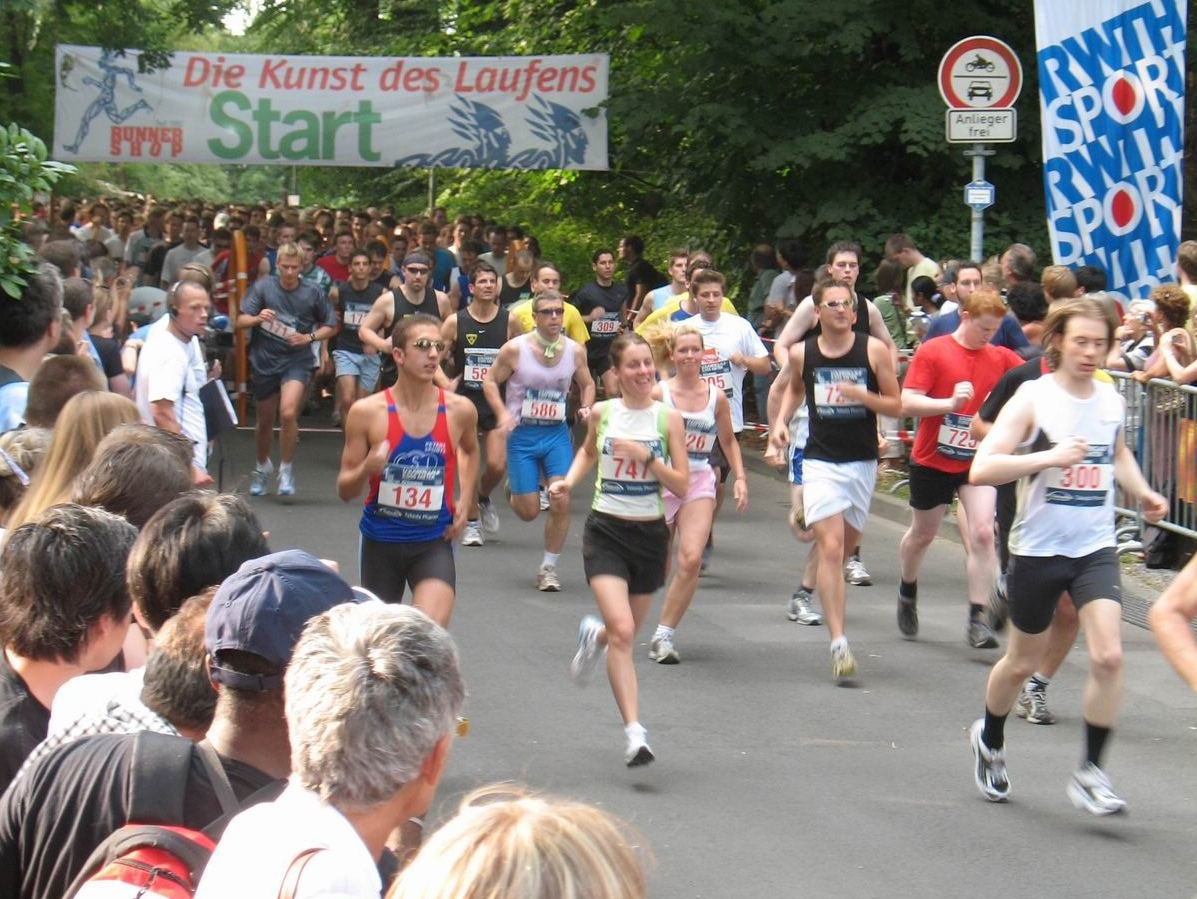
Lousberglauf

## Logo

Bis 2012
Seit 2012